# Maçonnerie à pierres sèches

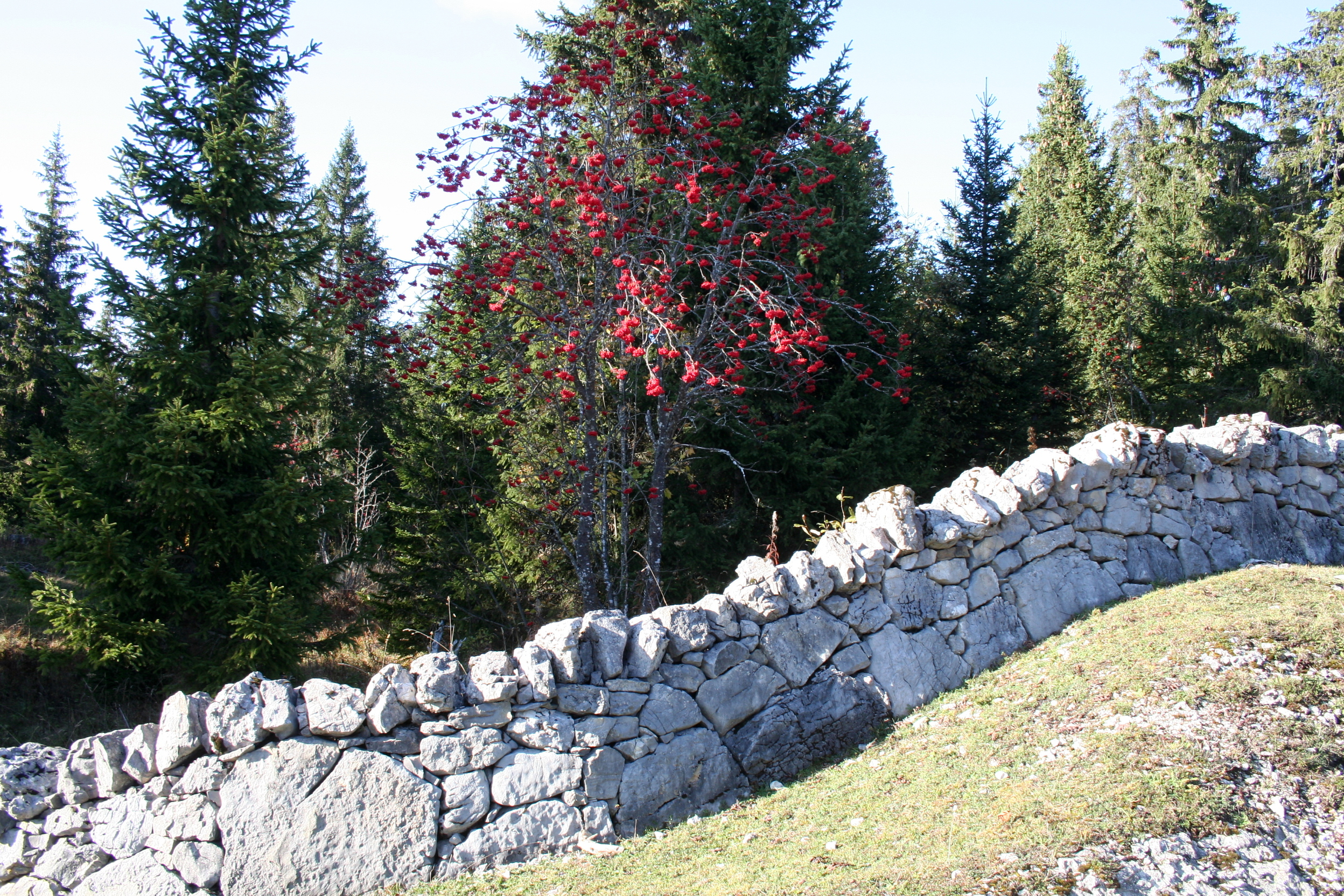
Muret de pierre sèche épousant la déclivité et le relief du terrain dans la combe des Amburnex, à l'ouest du crêt de la Neuve, sommet du massif du Jura, dans le canton de Vaud (Suisse).

La maçonnerie à pierres sèches (dite aussi maçonnerie à pierre sèche), maçonnerie à sec, maçonnerie sèche ou encore plus familièrement « la pierre sèche ») est une technique de construction consistant à assembler à sec, c'est-à-dire sans aucun mortier à liant, des moellons, des plaquettes, des blocs, des dalles, bruts ou ébauchés, pour monter un mur de soutènement ou d'enclos, un arc, un voûtement.
Les maçons à pierre sèche professionnels du XXIe siècle se désignent sous les appellations de « murailler » ou de « murailleur ».

## Clarification terminologique

### Maçonnerie à pierres crues
L'expression « à pierres crues » ou encore « écrues » n'est pas tout à fait synonyme de « à pierres sèches » ; cette dernière formulation mettant l'accent sur l'absence de mortier et non sur le côté naturel, brut, non élaboré, du matériau. De même, « construction à pierres écrues » n'est pas synonyme de « construction à cru », expression qui désigne seulement une construction reposant à même le sol, sans fondation.

### Maçonnerie à joints vifs
La maçonnerie à pierres sèches est distincte de la « maçonnerie à joints vifs », qui désigne une maçonnerie de pierres de taille appareillées sans liant. Les pierres, extraites de carrière, ont leurs faces soigneusement dressées pour s'ajuster aux pierres qui les jouxtent. Ce type de maçonnerie est propre aux architectures savantes.

### «Pierres essuytes»
Un synonyme, en vieux français, de « pierres sèches » est « pierres essuytes », expression rencontrée dans des actes notariés nîmois du XVIIe siècle : « Essuyte » vient du participe passé latin exsuctus, « mis à sec », « desséché »,.

### «La pierre sèche»
Au sens strict, « la pierre sèche » (avec l'article défini) désigne le matériau (« la pierre ») et son mode d'emploi (« sèche »), de la même manière que « la pierre de taille », « la charpente en bois », « le pisé banché », etc., désignent les matériaux en question et leur mise en œuvre. On évitera donc d'employer cette expression métonymiquement à la place des expressions aux connotations plus étendues et plus élaborées que sont « maçonnerie à pierres sèches », « construction à pierres sèches », « architectures de pierre sèche.

Divers types de parement sans mortier
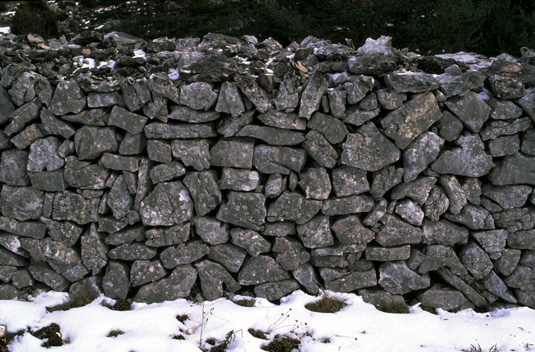
Muraille en pierres crues (ou écrues) à Caussols (Alpes-Maritimes).
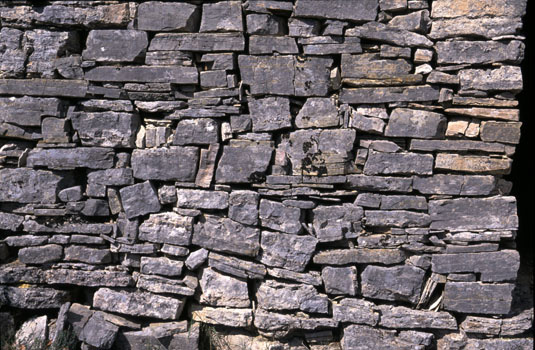
Parement d'une cabane en plaquettes brutes à Saignon (Vaucluse).
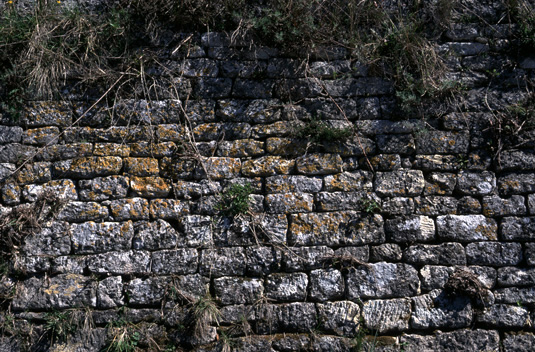
Mur de soutènement en assises de moellons ébauchés à Sivergues (Vaucluse).
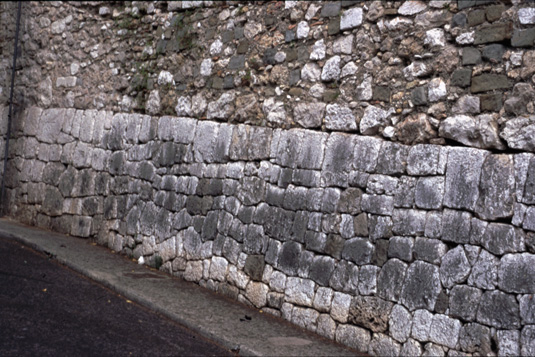
Soubassement de blocs assemblés à joints vifs dans un soutènement à Nice (Alpes-Maritimes).

### Maçonnerie à mortier de terre
Certaines cabanes et granges, aux murs prétendument à pierres sèches, sont en réalité bâties à l'aide d'un mortier de terre ou « mortier d'hirondelle », invisible en parement. Ce mortier a un premier rôle, qui est l'étanchéification de la maçonnerie à l’air ou à la pluie. Il a aussi pour fonction la prévention du poinçonnement, à savoir la fissuration ou l’écrasement des pierres sous les fortes pressions localisées exercées par les aspérités ou les arêtes des pierres immédiatement supérieures. Quoi qu’il en soit, le recours à un mortier de terre ne dispense pas de souder entre eux les deux parements à l'aide de boutisses traversantes (parpaignes).
Voûte encorbellée et voûte clavée se rencontrent combinées à l'emploi d'un mortier d'argile, de terre argileuse, de marne, dans un type d'architecture populaire situé un cran au-dessus de la simple cabane : le pigeonnier, la bergerie, l'habitation saisonnière, etc. La voûte encorbellée acquiert alors, pour sa part, une petite force de tension au lieu de travailler principalement par la compression engendrée par la pesée verticale. Parfois même, le mortier sera non plus du mortier d'argile mais du mortier de chaux.
Outre les nécessités d'étanchéification et de prévention du poinçonnement, on peut invoquer une troisième raison au recours à un mortier : une commodité et une rapidité d'exécution plus grandes : il n'est plus nécessaire d'être minutieux dans le choix, l'agencement et l'équilibrage des pierres et, qui plus est, on s'évite un travail fastidieux de calage des moellons.

### Caladage

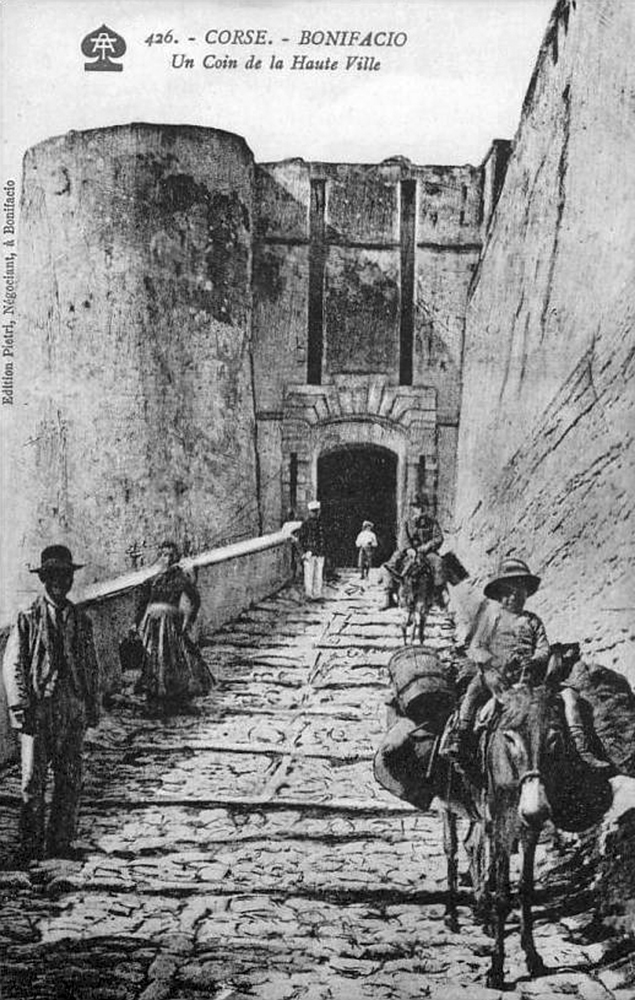
Chemin encaladé, vers 1900, Bonifacio (Corse-du-Sud).

En Provence et en Languedoc, le terme « caladage » désigne (ou désignait) le pavage, à l'aide d'éléments non normalisés, de sols de cours de maisons, d'aires à battre, d'écuries, de rues de villages (surtout celles en pente). Ces surfaces pavées, ou « calades », sont constituées de panneaux de pierres posées de chant, en rangées serrées, les interstices étant occupés par de la terre qui assure la cohésion du panneau. La présence de terre, s'ajoutant au fait que la calade est une structure horizontale et non verticale, rend abusive l'assimilation de la technique du caladage à celle de la maçonnerie à pierres sèches.

## Utilisations
La maçonnerie à sec est (ou était) employée dans les campagnes pour la confection d'une part de murs extérieurs, dits « murs en pierre sèche » ou « murs secs, d'autre part de murs porteurs et de voûtements d'abris ruraux (cabanes en pierre sèche) et de bâtiments annexes de la ferme (poulailler, soue, aiguier, etc.) »,.

### Murs extérieurs, tas d'épierrement
Sous l'étiquette de « mur extérieur », on classe 
- le mur de clôture, mur de haute élévation entourant une propriété et fermant la vue sur celle-ci ; il s'oppose au muret ou mur bas[8] ;
- le mur de démarcation, ou de séparation, entre deux parcelles ou propriétes distinctes ; s'il est bas et n'arrête pas la vue, on parle alors de « muret » ou « murette »[9] ;
- le mur de soutènement de terrasse agricole, mur enterré sur sa face en amont et servant à soutenir la poussée des terres d'une terrasse ou d'un remblai ; il rend cultivables des zones pentues et réduit l'érosion due au ruissellement[10] ;
- le mur de soutènement de routes et chemins en pays montagneux servant à préserver ces voies des éboulements et glissements de terre ; ses principes et règles sont décrits dès 1693 par l'ingénieur des ponts et chaussées Henri Gautier dans son Traité de la construction des chemins (1693)[11].

Sont souvent associées à ces murs des structures fonctionnelles diverses :
- apié (masc.) : appellation provençale du rucher (en pierre sèche ou non), succession d'alvéoles ou niches à ruche, réservées dans un mur ;
- assousta ou sousta (fém.), termes nissarts ou provençaux (issus du verbe s'assousta, « se tenir sous ») appliqués aux renfoncements, couverts ou non, réservés dans des murs en pierre sèche pour servir d'abri temporaire au travailleur des champs dans les Alpes-Maritimes et le Var ;
- cargadou ou descargadou (masc.), termes nissarts ou provençaux, traduisibles par « chargeoir » et « déchargeoir », qualifiant de petites aires caladées de 3 m sur 2, entourées sur trois côtés par une murette en pierre sèche et ayant servi, dans les Alpes-Maritimes et le Var, à entreposer les olives, voire le raisin, en attente de leur transport au village ;
- rond à garennes (masc.), à Aubigny-lès-Sombernon en Côte-d'Or, nom donné aux lapinières en pierre sèche.

À ces murs s'ajoutent les tas d'épierrement agricoles, parfois parementés, dont les appellations locales sont clapas en Languedoc, clapier en Provence, chirat dans le Mont d'Or lyonnais (Rhône), murée dans le Mâconnais, murger dans la Côte-d'Or, la Nièvre, la Haute-Saône), murzaie en Vendée, cayrou dans le haut Quercy.

### Murs porteurs et voûtes d'abris ruraux
Il s'agit en général de bâtisses très typées architecturalement et morphologiquement (du fait même de la fonction qu'elles remplissent) :
- l’agachon (masc.), dans le Var, dans l'Hérault (sur le plateau de l'Auverne), affût de chasse à meurtrières de tir ;
- l’aiguier (masc.), citerne creusée dans la roche et alimentée par un système de récupération des eaux de ruissellement ; la plupart des aiguiers sont couverts d'une voûte de pierres sèches soit encorbellées, soit clavées ;
- la galinière (fém.), cabane de plan circulaire et à toit conique de lauses, à usage de poulailler, se dressant dans les fermes ou en plein champ, dans le haut Quercy ;
- le grangeon (masc.), grange en pierres sèches dans le Vaucluse et les Alpes-de-Haute-Provence ;
- le jas (masc.), grande bergerie en pierre sèche des monts de Lure et d'Albion dans les Alpes-de-Haute-Provence ;
- le pailler (masc.), à usage de grenier à paille dans le Nebbio, essentiellement dans les Agriates (pieve de Tenda en Haute-Corse) ;
- la tine (fém.), dans la garrigue de Nîmes (Gard), cuvier en maçonnerie qui est couvert par une voûte de pierres sèches encorbellées et sert d'entrepôt provisoire de la vendange ou de la récolte d'olives.

Abris ruraux en pierre sèche
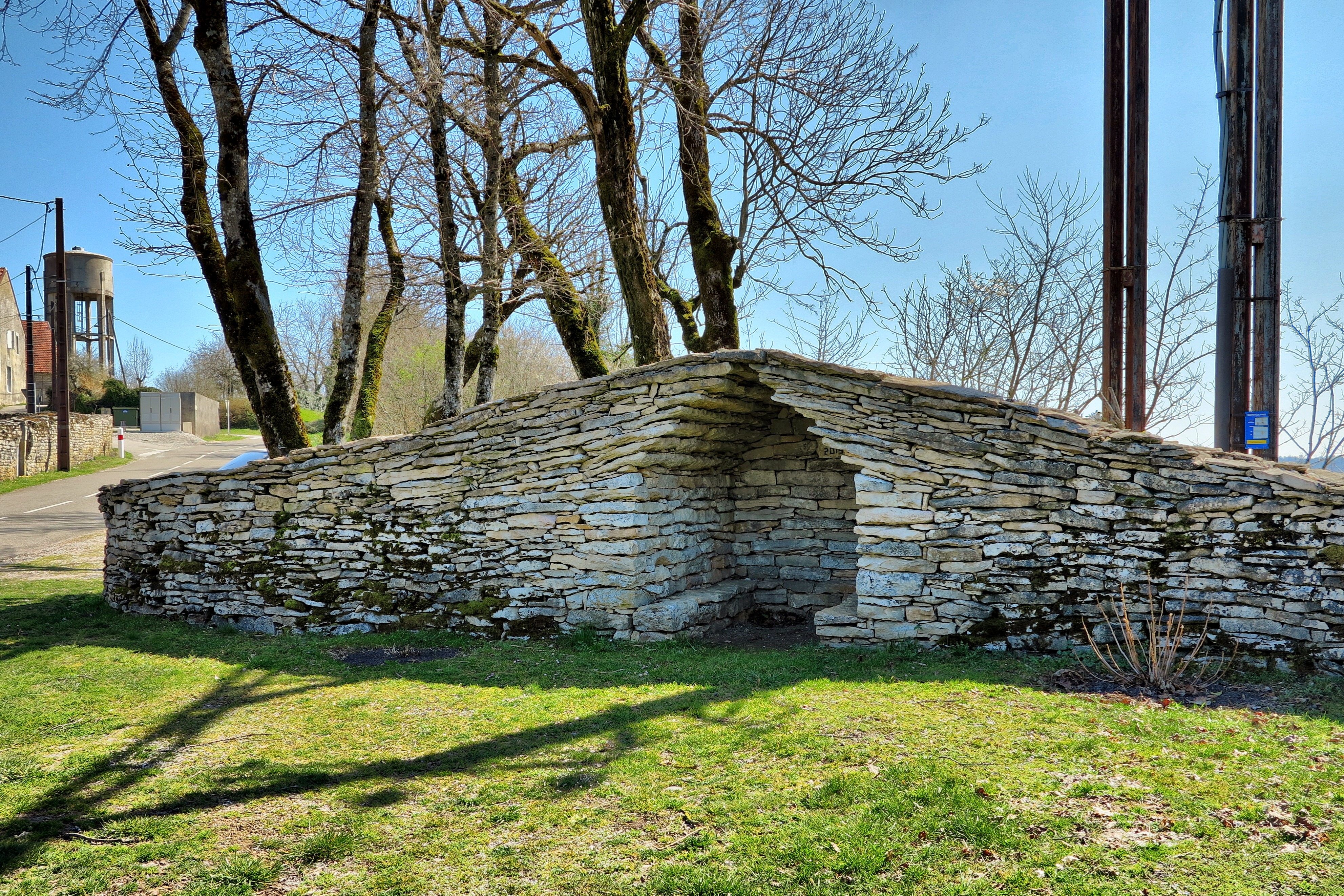
Abri formé de deux encorbellement symétriquement opposés à Granges-sur-Baume, Jura.
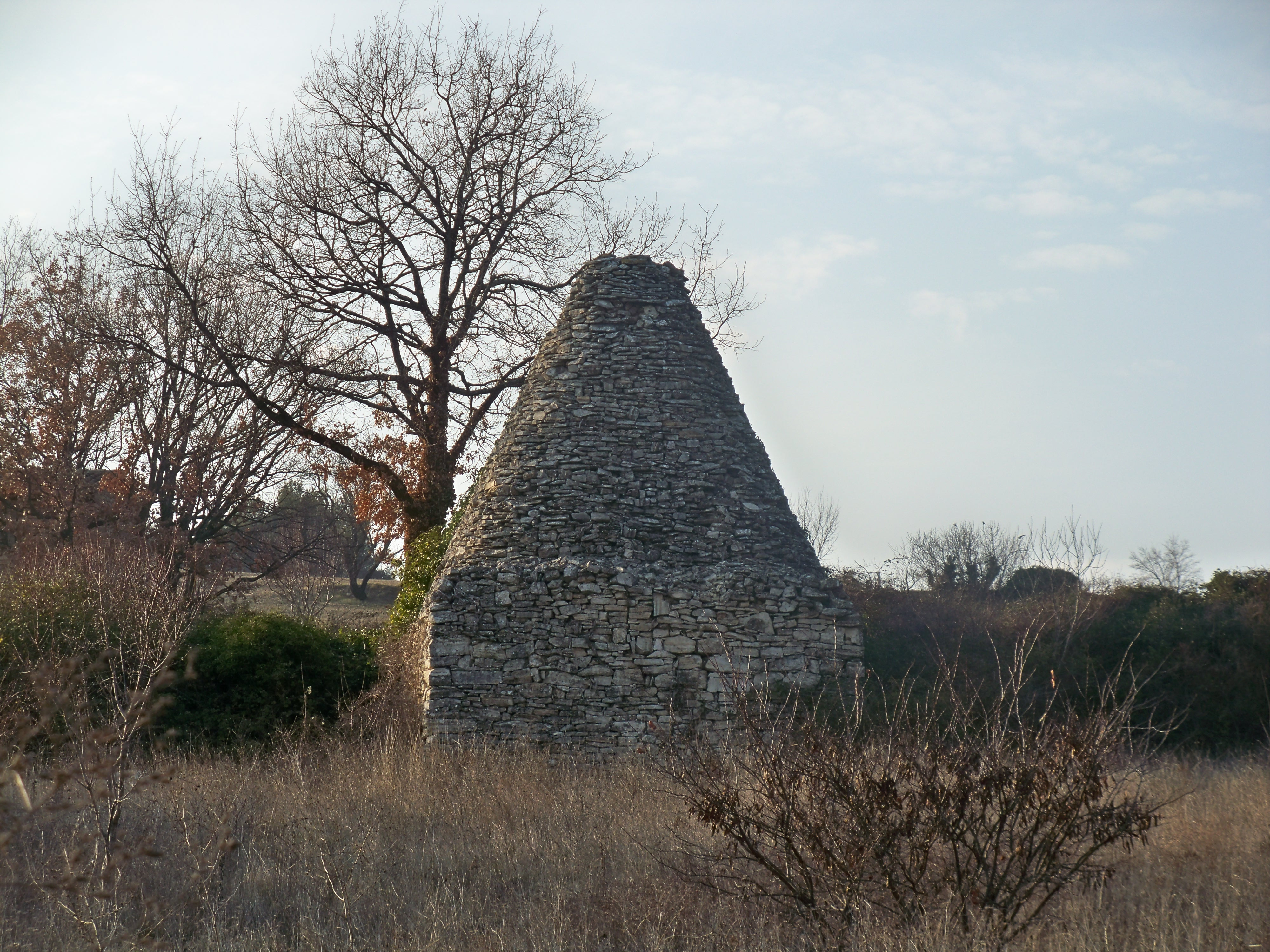
Cabanon pointu délesté de sa couverture de lauses à Apt, Vaucluse ; le cône est l'extrados, mis à nu, de la voûte d'encorbellement.
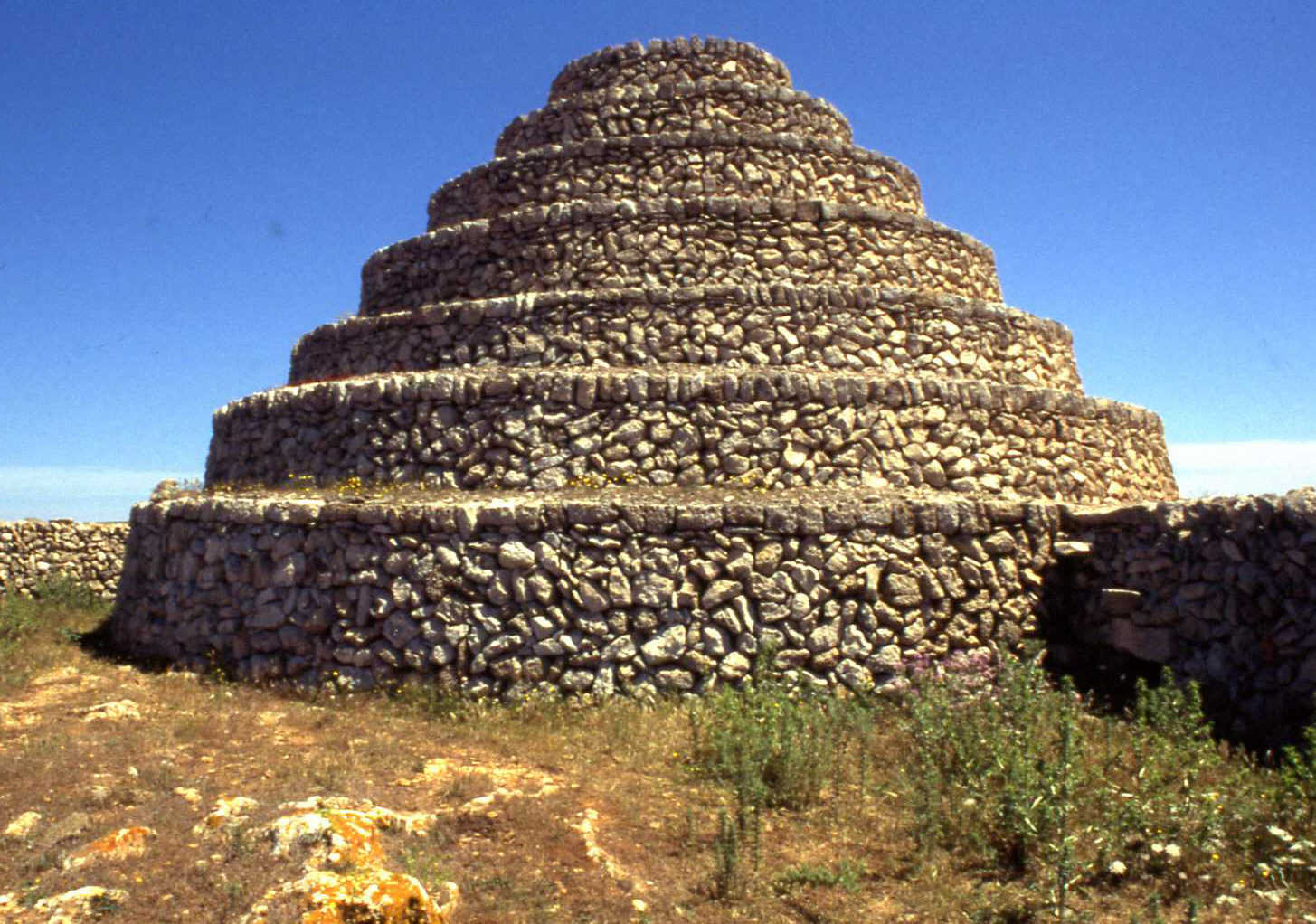
Abri pour le bétail (barraca de bestiar) à sept degrés à Minorque, îles Baléares.
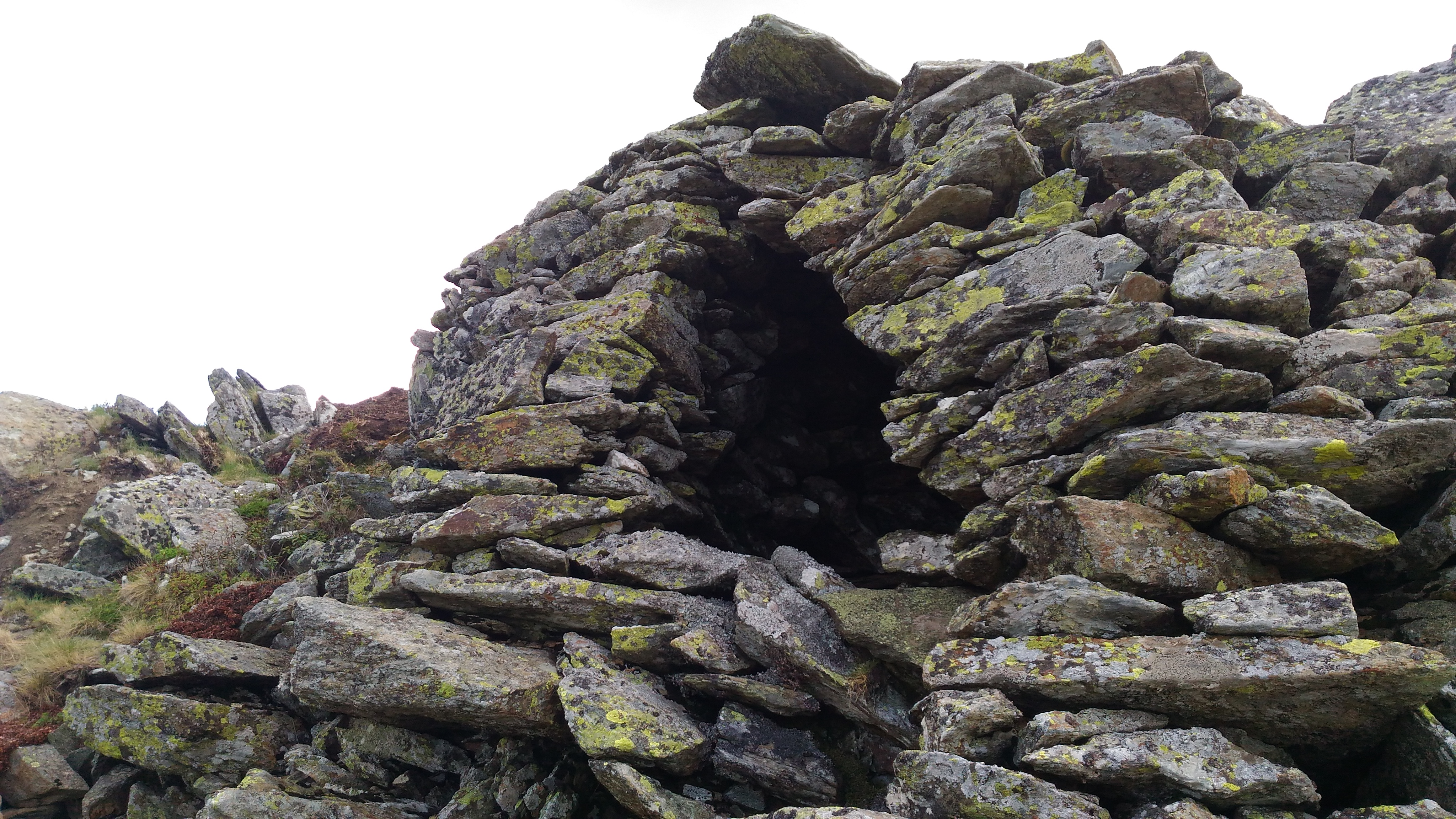
Cabane pyrénéenne rudimentaire (non localisée).
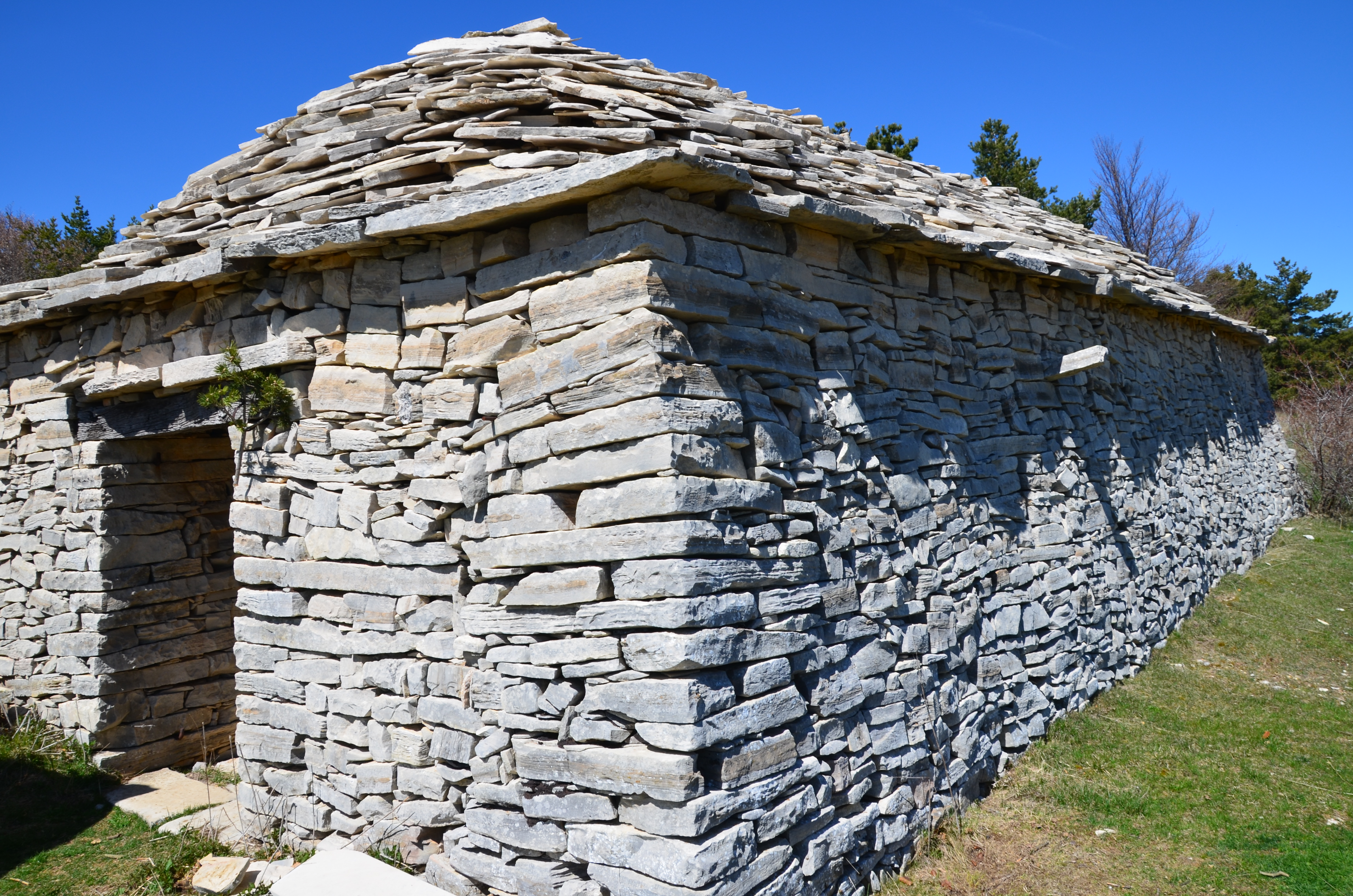
Pignon-façade et chaînage d'angle d'une bergerie (jas) des Alpes-de-Haute-Provence.

### Tunnels de carriers, mines
Il existe, dans le massif des Monts d'Or (département du Rhône) des « tunnels » de pierre sèche, anciennes voies d'accès voûtées à des carrières.
En Provence, les galeries de captage d'eau de source, les « mines », ont une voûte clavée en pierre sèche.

### Restanques, perrés, puisards, pierrées, culées de passerelles, digues, murs pare-avalanche
La restanque (en provençal restanco, « retenue », « barrage ») est un mur en pierres sèches, parementé sur les deux côtés, barrant le lit d'un torrent intermittent pour provoquer un atterrissement en amont tout en laissant passer l'eau.
Les perrés, revêtements en pierre que l'on aménage sur les rives de fleuves et de digues de retenue, sont parfois en maçonnerie sèche plutôt qu'en maçonnerie hydraulique.
Dans la construction d'un puisard, trou en forme de puits pratiqué au milieu d'une cour ou d'un jardin et couvert d'une pierre trouée pour pouvoir évacuer les eaux pluviales et les eaux ménagères, la chemise est ordinairement en pierre sèche.
Une pierrée, petit chenal souterrain, ou découvert au niveau du sol, servant à rassembler les eaux et à les diriger d'un endroit à un autre, se rencontre construite à pierres sèches.
L'emploi de pierres sèches dans les culées de passerelles en bois jetées sur un torrent est attesté au début du XXe siècle  à Orlu dans les Pyrénées ariégeoises.
Il existe aussi des digues sans mortier, ainsi à Joyeuse (Ardèche), la digue en gros galets et pierres assemblés à sec, destinée à freiner le courant lors de crues, ou encore la digue en pierre sèche des Roberts à Valjouffrey (Isère).
La maçonnerie à pierre sèche a servi également à édifier, en montagne, de gigantesques murs pare-avalanche, ainsi celui du Col de Montjoie dans la Maurienne (Savoie), ou encore celui de la mine de Predoi dans le Haut-Adige (Italie).

### Montjoies, tours de guet
Sous la forme d'un amas de pierres, circulaire et parfois parementé, la montjoie, ou monjoie, à usage de balise, de borne, de repère, relève de la maçonnerie à pierres sèches. Un exemple est fourni par le cassié, amas servant de repère en altitude ou de limite de pacage aux confins des Alpes-de-Haute-Provence, du Vaucluse et de la Drôme.
Un autre exemple d'emploi de la maçonnerie à pierre sèche est la tour de berger, ou quille de berger, édicule plein au plan généralement rond, parfois carré, éventuellement doté, sur le tour, de pierres saillantes faisant office de marches pour grimper à la cime. Servant d'observatoires, ces tours de guet se rencontrent dans les départements de l'Aveyron, la Lozère, l'Ardèche, le Gard, l'Hérault et l'Aude.

Ouvrages en pierre sèche
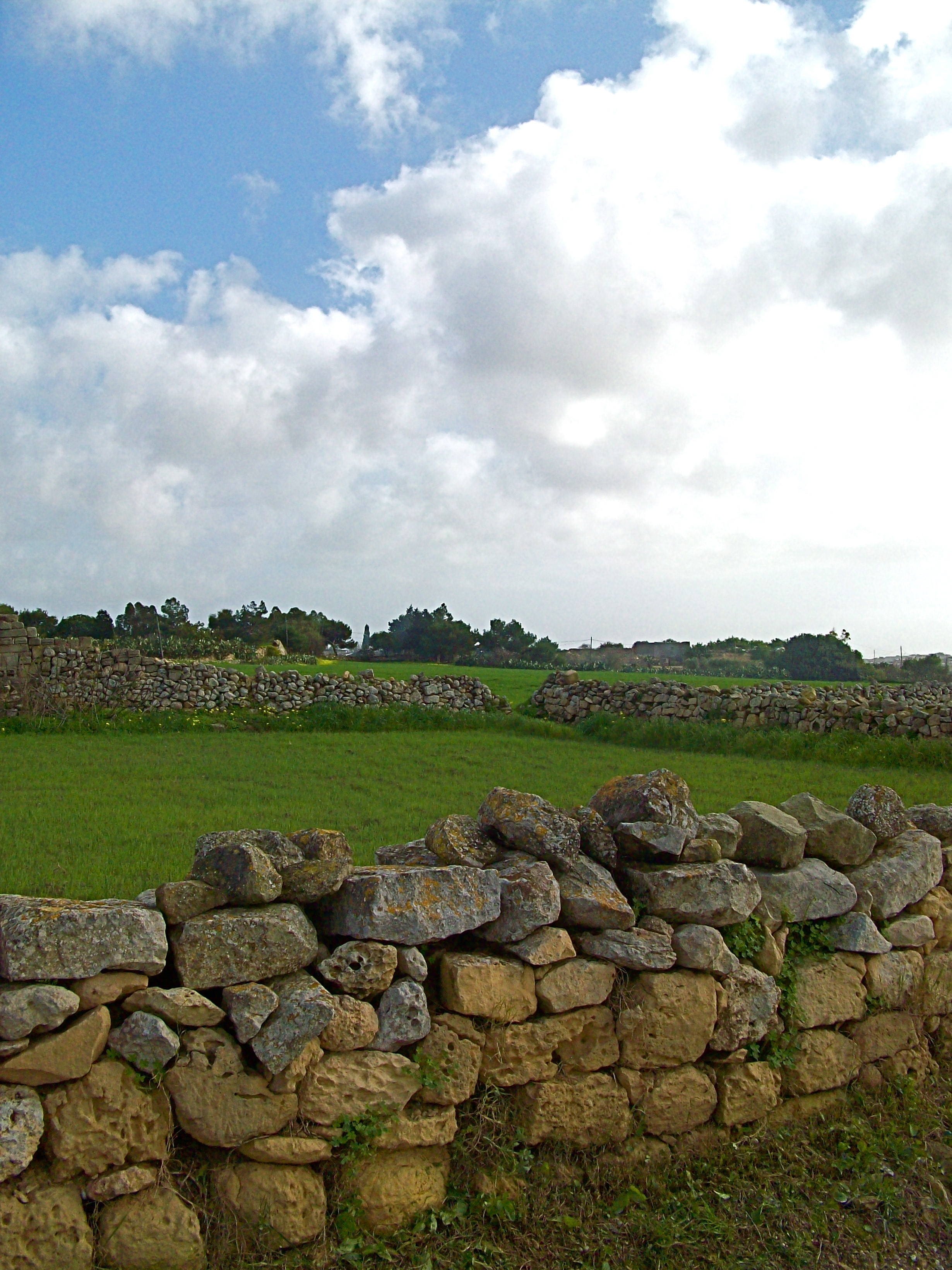
Muret sur lequel sont jetées des pierres retirées du champ, à Attard (île de Malte).
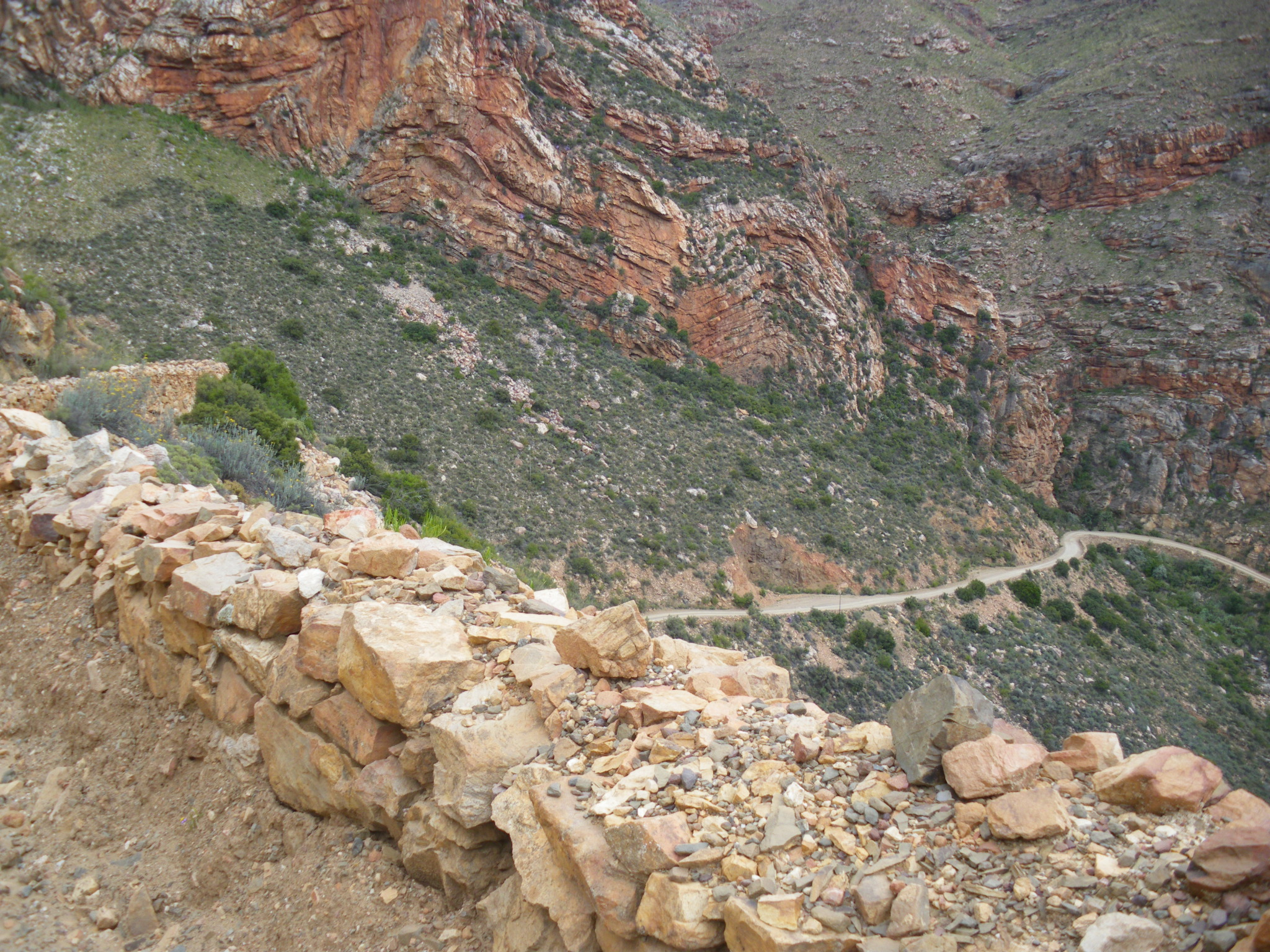
Mur bahut de la route en lacets du col du Swartberg (Afrique du Sud).
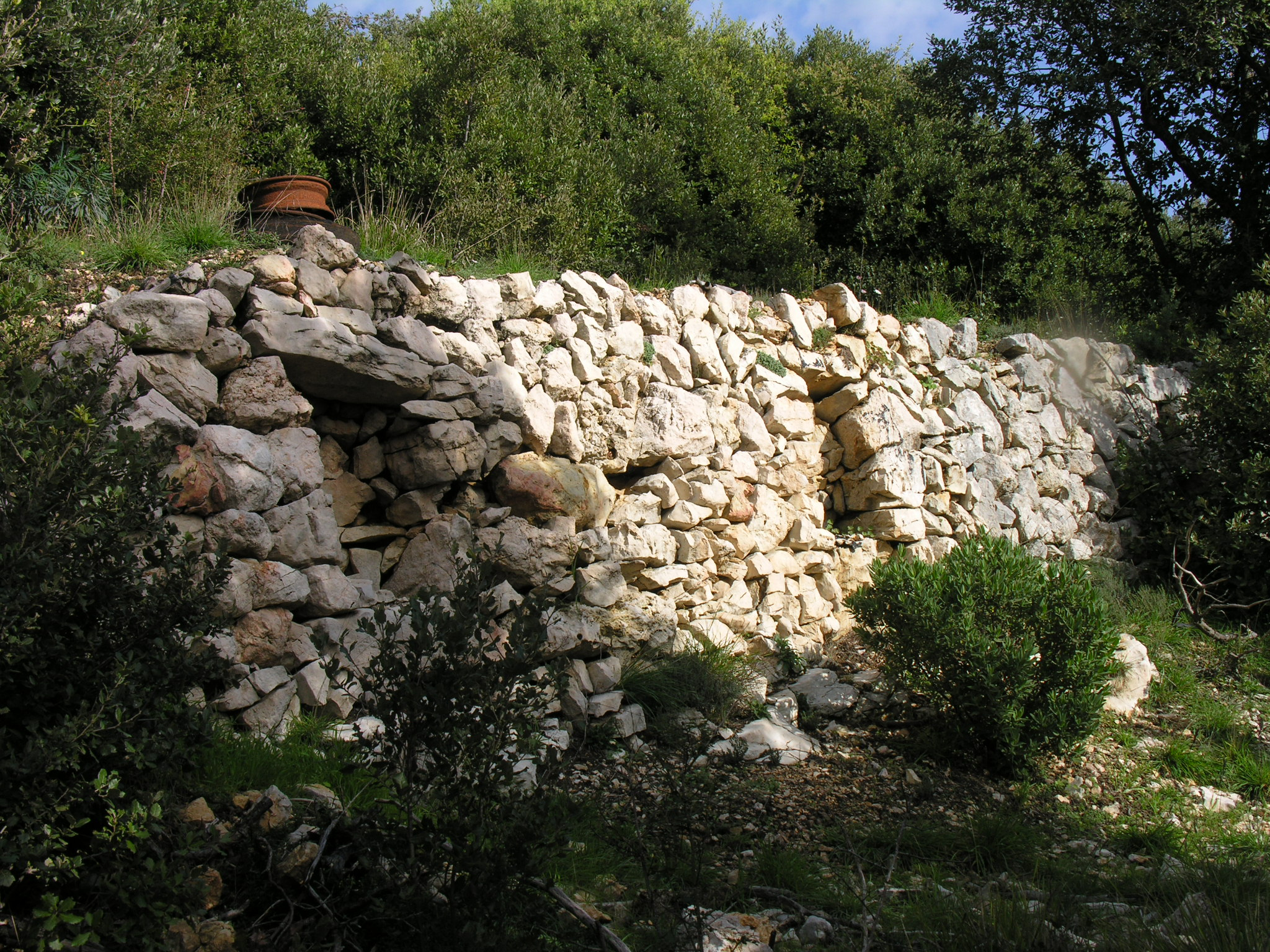
Mur-rucher en pierre sèche des Louquiers à Mons (Var).
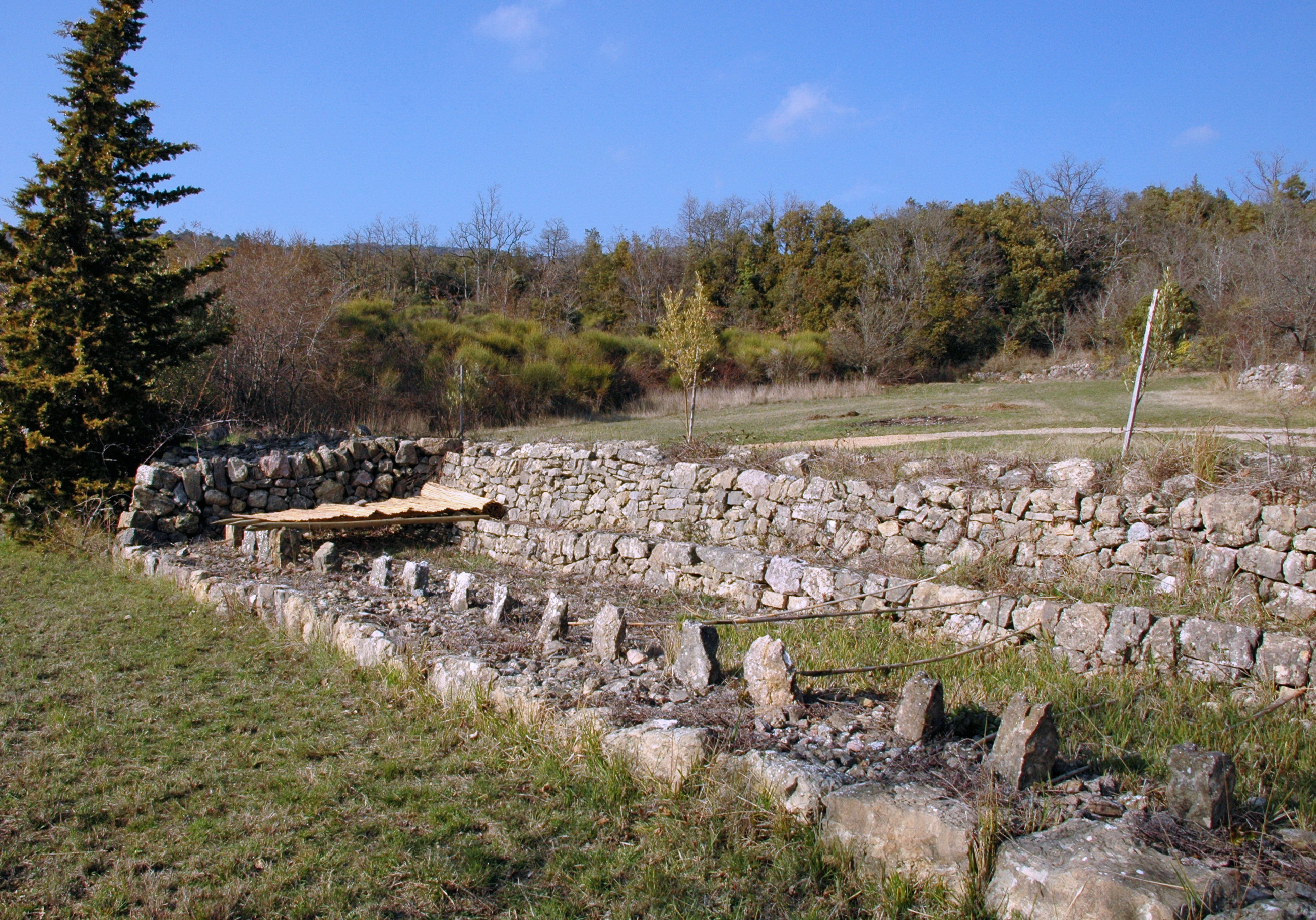
Séchoir à figues, avec banquette à ados et rangée de supports pour recevoir des claies, à Mons (Var).
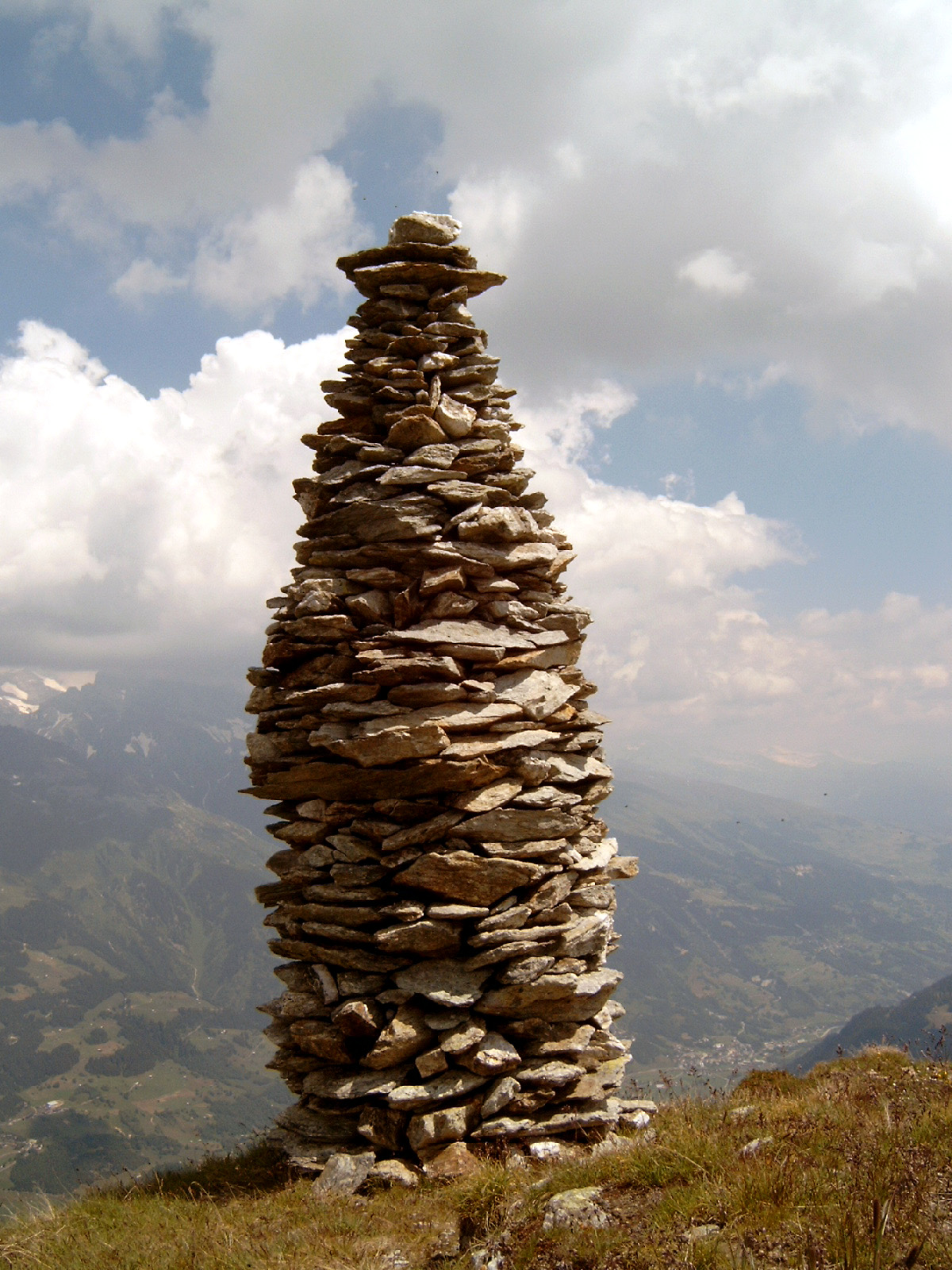
Montjoie sur la montagne de Garvera, district de Surselva, canton des Grisons, Suisse.
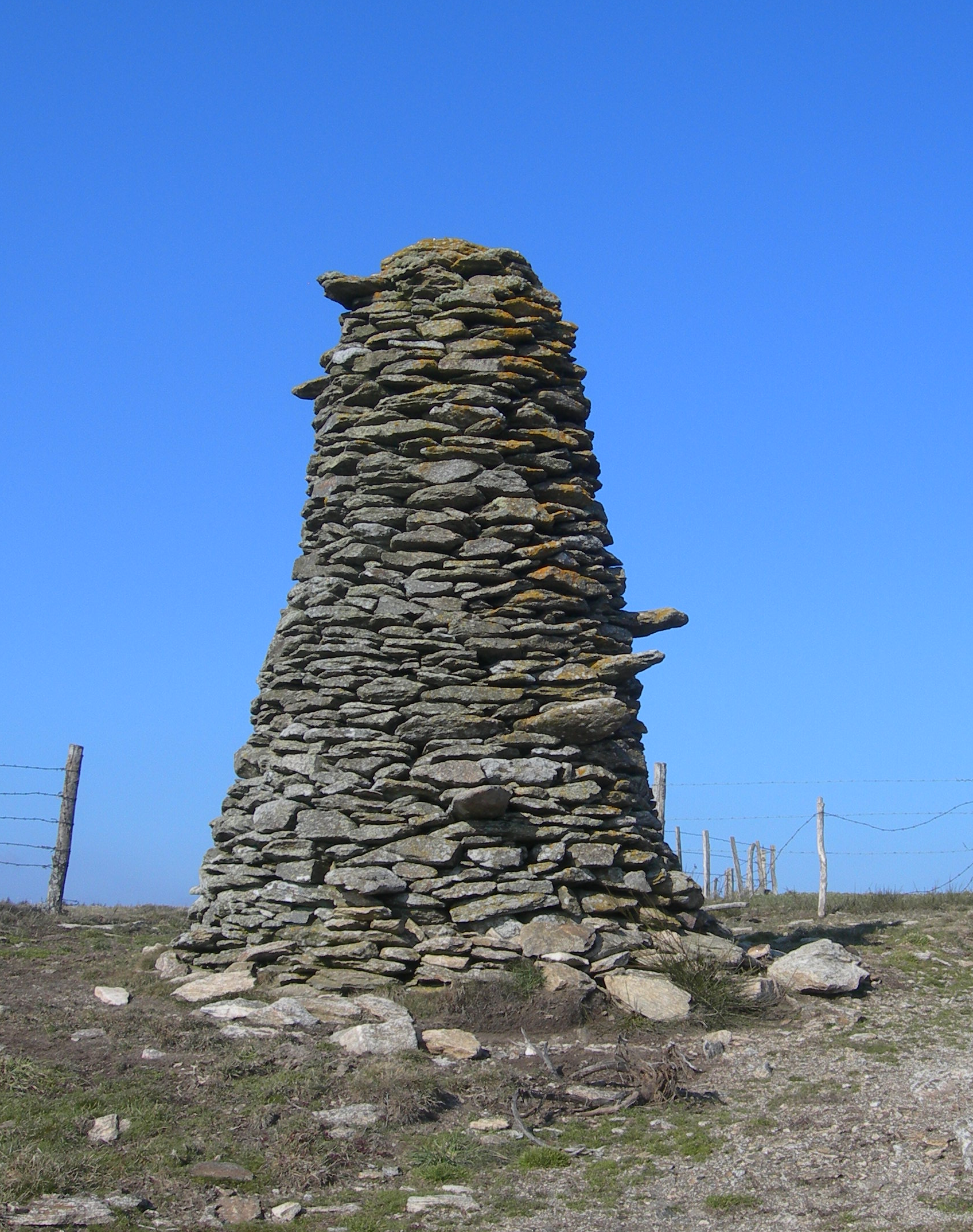
Tour de berger à escalier de pierres saillantes sur le Lévézou (Aveyron).

## Origine du matériau
Le matériau d'élection de ce type de maçonnerie est généralement un matériau provenant de zones proches de la surface du sol, soit issu du dérochement lors de la construction de champs ou de terrasses, soit provenant de l'épierrement des parcelles cultivées ; enfin, mais plus rarement, c'est un matériau extrait de découvertes ou de carrières.
Lors des travaux agricoles (défonçage, labour, piochage, etc.) en terrain à substrat rocheux affleurant, le paysan débarrasse sa parcelle de la pierre qui est remontée, en la portant à un tas ou à un mur. En région calcaire, ce matériau provient de la partie superficielle du socle rocheux, laquelle, sous l'effet du gel périglaciaire il y a plusieurs dizaines de millénaires, s'est clivée en strates et fracturée en blocs arrondis, en dalles, en plaquettes, etc., en conformité avec sa structure (phénomène de macrogélifraction). Ce n'est donc pas un matériau de qualité comme la pierre de taille qui vient de bancs plus profonds : il est, en règle générale, friable, gélif, peu résistant.

### Dérochement
Le dérochement est l'enlèvement de pans de la roche affleurant un terrain, au moyen d'outils comme la barre à mine, les coins en fer ou encore la poudre. C'est par dérochement qu'ont été engendrées les énormes quantités de pierres nécessaires à l'édification des aménagements agricoles en pierre sèche.

### Épierrement
L'épierrement, ou épierrage, est l'opération consistant à débarrasser les terres agricoles des pierres. Elle se fait soit lors du défrichement d'une nouvelle parcelle, soit lors des façons culturales afin de préserver le bétail, la faux ou le soc des instruments aratoires qui se détériorent à leur contact, et afin de faciliter les semailles. Contrairement au dérochement, l'épierrement ne livre des quantités importantes de pierres que dans la longue durée. Cette opération effectuée chaque année après le labour entraînait la formation de pierriers.

### Découverture
La découverture est l'enlèvement de la « découverte », couche pierreuse superficielle recouverte de terre et altérée par les intempéries et la végétation, et qui se trouve éliminée lors de la création de carrières. Il arrive que le matériau de la partie inférieure de cette couche soit exploité en maçonnerie à pierre sèche.

### Carrière
La carrière, c'est-à-dire le lieu d'extraction de la masse rocheuse mise à nu par l'enlèvement de la découverte, reste une solution marginale et exceptionnelle dans l'approvisionnement en matériau de construction à sec (fourniture de lauses pour la couverture, de beaux blocs pour l'encadrement de l'entrée par exemple).

## Outils

### En fer

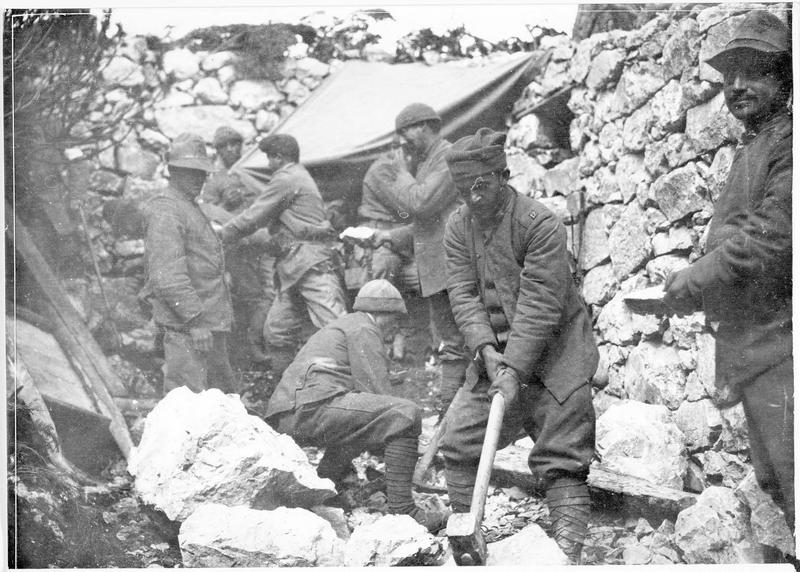
Soldat italien de la Grande Guerre en train de débiter à coups de masse d'énormes blocs de rocher pour renforcer une tranchée.

Les divers outils en fer employés dans la maçonnerie sèche historique sont ceux du maçon généraliste, du tailleur de pierre, du carrier et du terrassier. Au XIXe siècle, l'acier devint suffisamment abordable pour que ces outils se généralisent dans le monde rural. Ces outils sont :
- la pioche du terrassier, pour soulever ou extraire du sol des pierres en partie enterrées[27],
- la barre à mine, les coins en fer et la masse du carrier — la barre à mine pour déliter les affleurements de roche tendre et en extraire des blocs, les coins en fer pour extraire et fractionner des blocs de roche dure, la masse pour frapper les coins dans les emboîtures mais aussi pour briser les blocs trop lourds à soulever[3],
- la massette, le poinçon et le ciseau du tailleur de pierre — la massette, petit marteau dont la partie métallique consiste en deux pannes carrées et plates et qui épouse un profil rectiligne ou cintré ; employé avec un poinçon ou un ciseau en percussion posée, il sert à dresser (aplanir) la face d'une pierre destinée à être vue, ou encore à tasser un éventuel remplissage intérieur de caillasse[3],
- le têtu-pic du maçon, marteau à un bout en forme de pic et à l'autre en forme de V aux deux arêtes vives parallèles à l’axe du manche ; il permet, avec sa pointe, d'aplanir la face de parement des pierres, ou encore, avec une de ses deux crêtes, de casser des pierres friables pour obtenir des pierres de remplissage,
- la smille, marteau pointu aux deux bouts avec lequel le carrier pique les moellons pour en régulariser les faces[28],
- la polka, marteau à deux tranchants, l'un de même axe que le manche et l'autre perpendiculaire à ce dernier ; c'est l'outil par excellence du travail des roches tendres[29],[30],[31].

Outils de maçon à pierres sèches
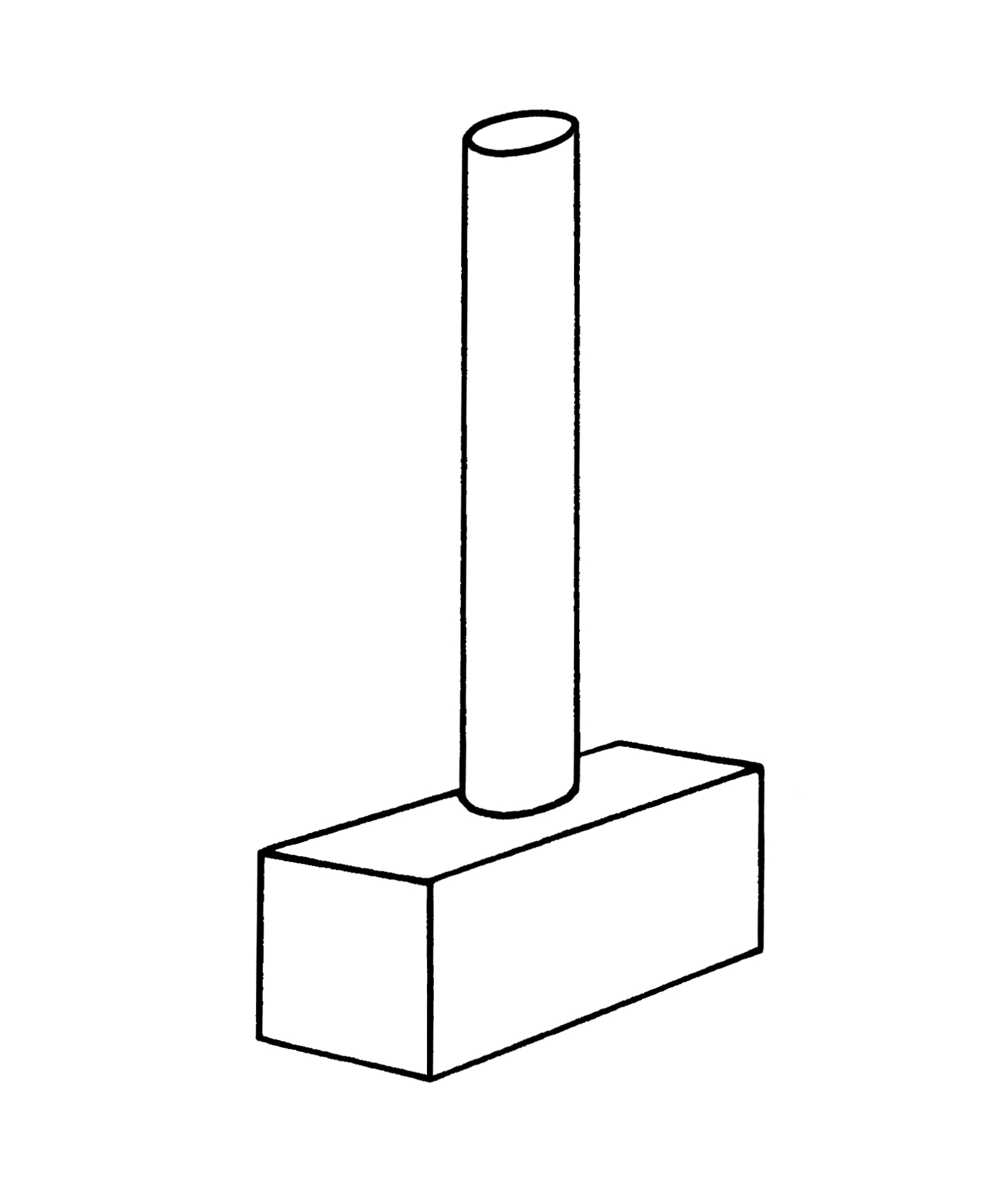
Massette droite.
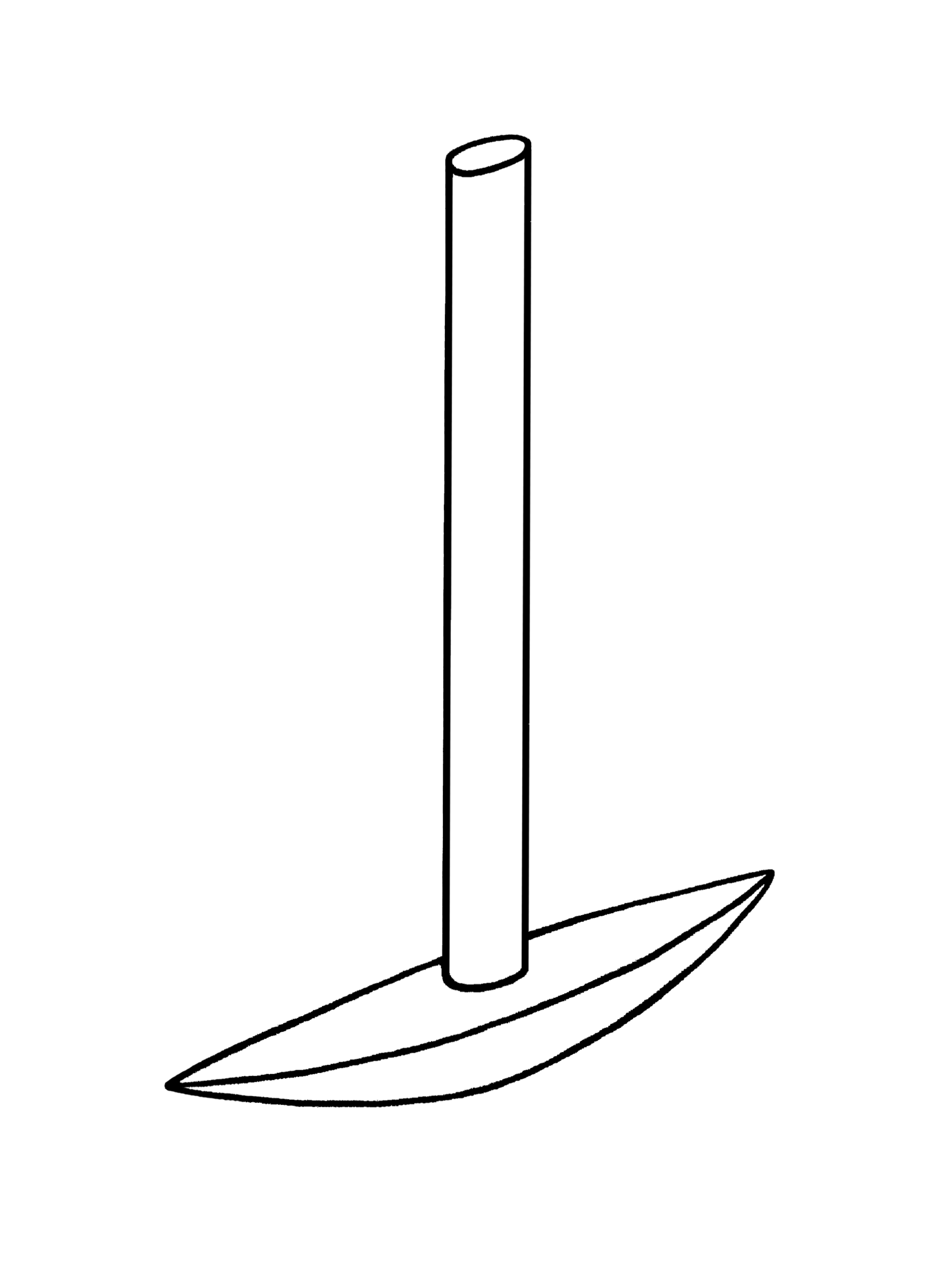
Smille.
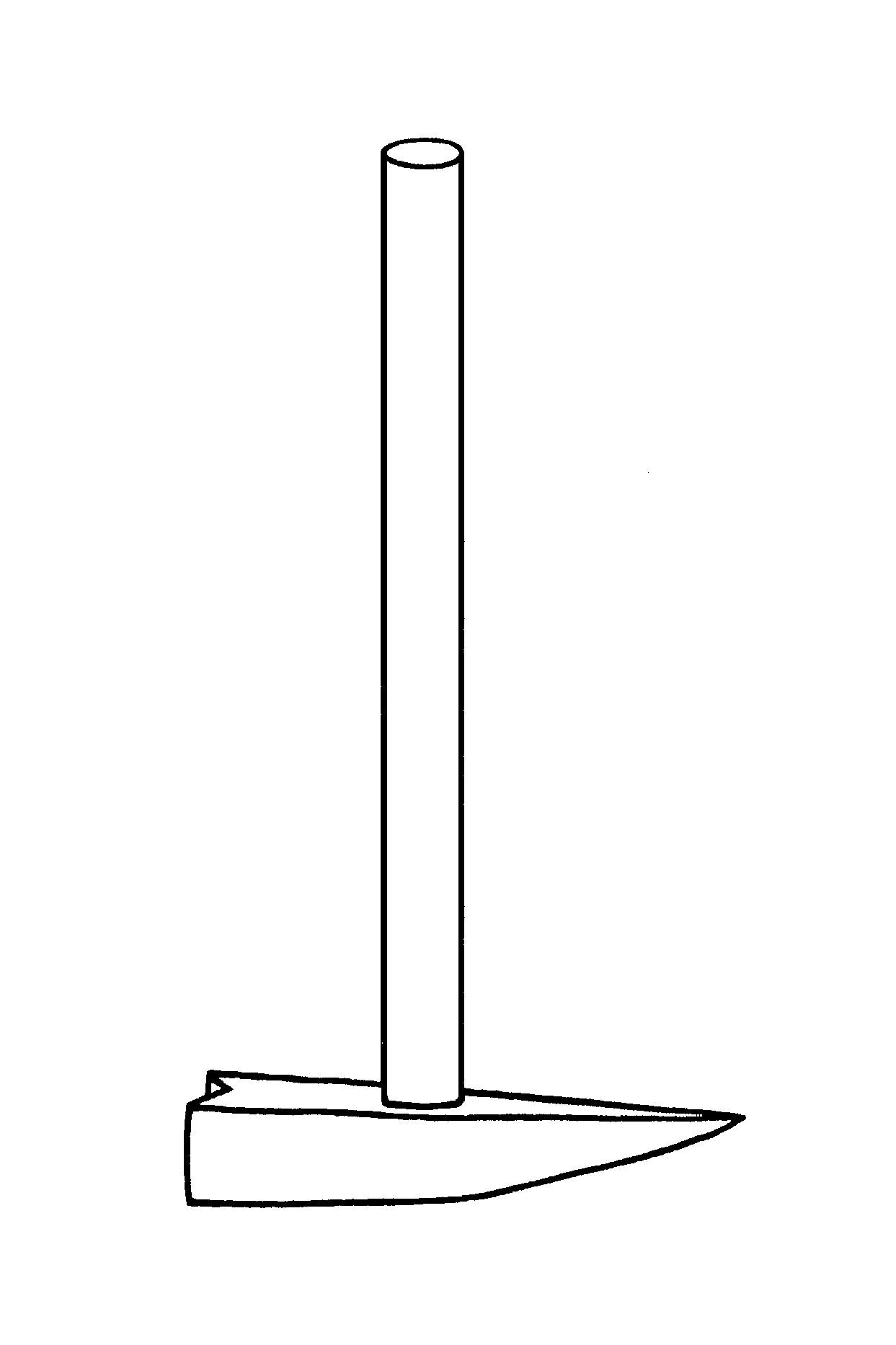
Têtu-pic.
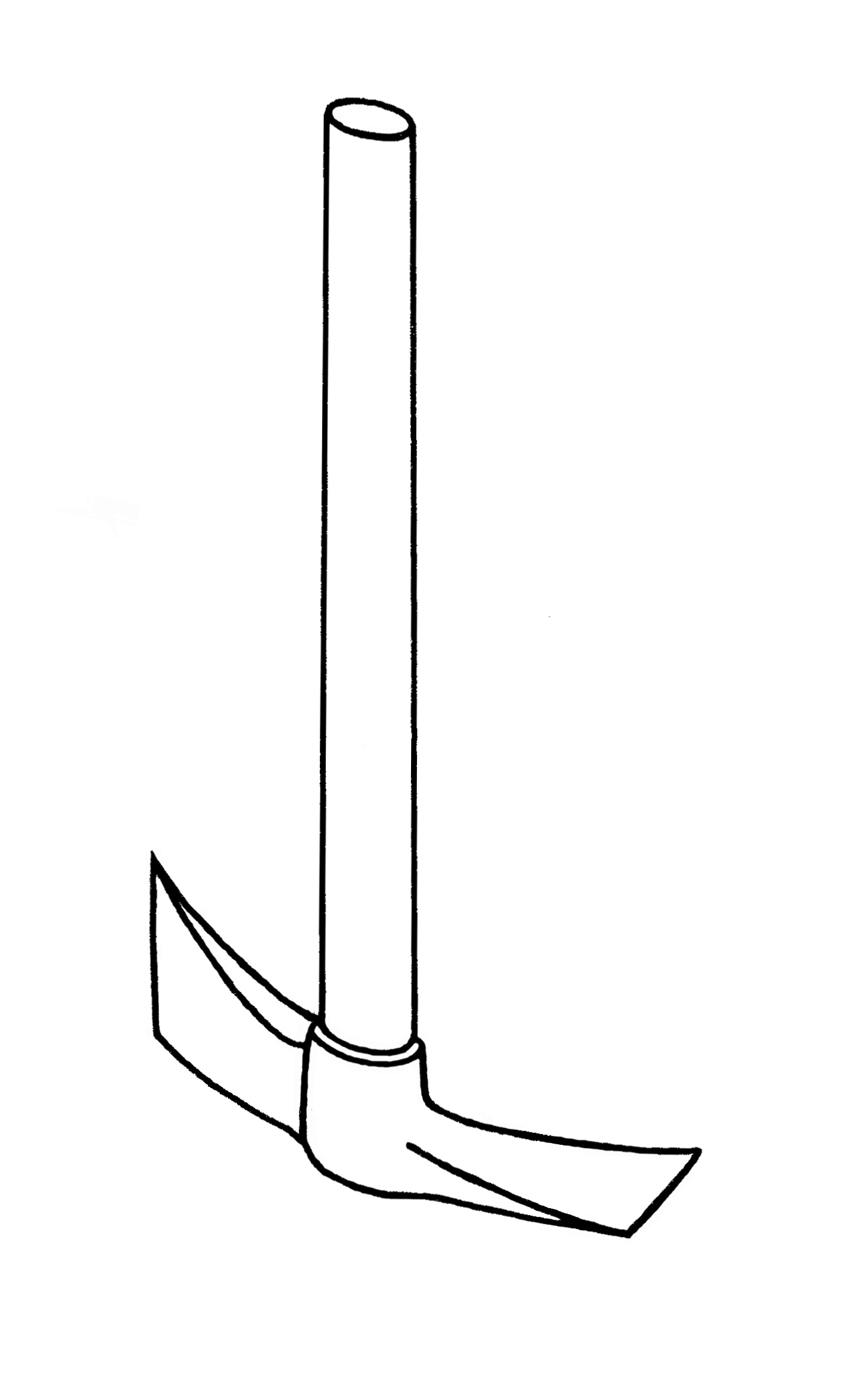
Polka.
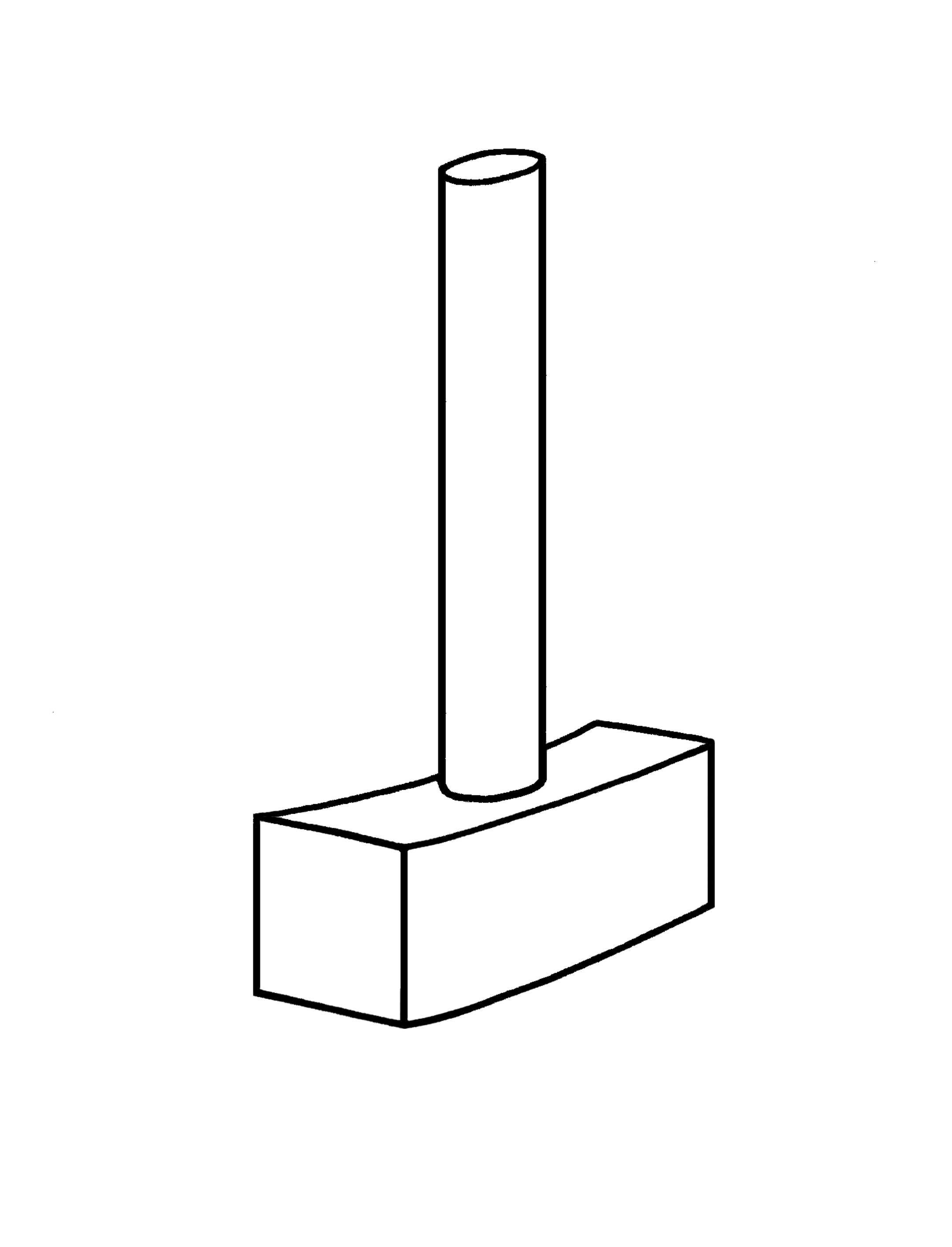
Massette cintrée.

### Autres qu'en fer
Les outils autres qu'en fer concernent le transport ou bardage (traîneau, bard ou bayard, oiseau de maçon mais aussi billes de bois, brouette, corbeilles en bois) et l'alignement (cordeau et piquets, fil à plomb, gabarit),,.

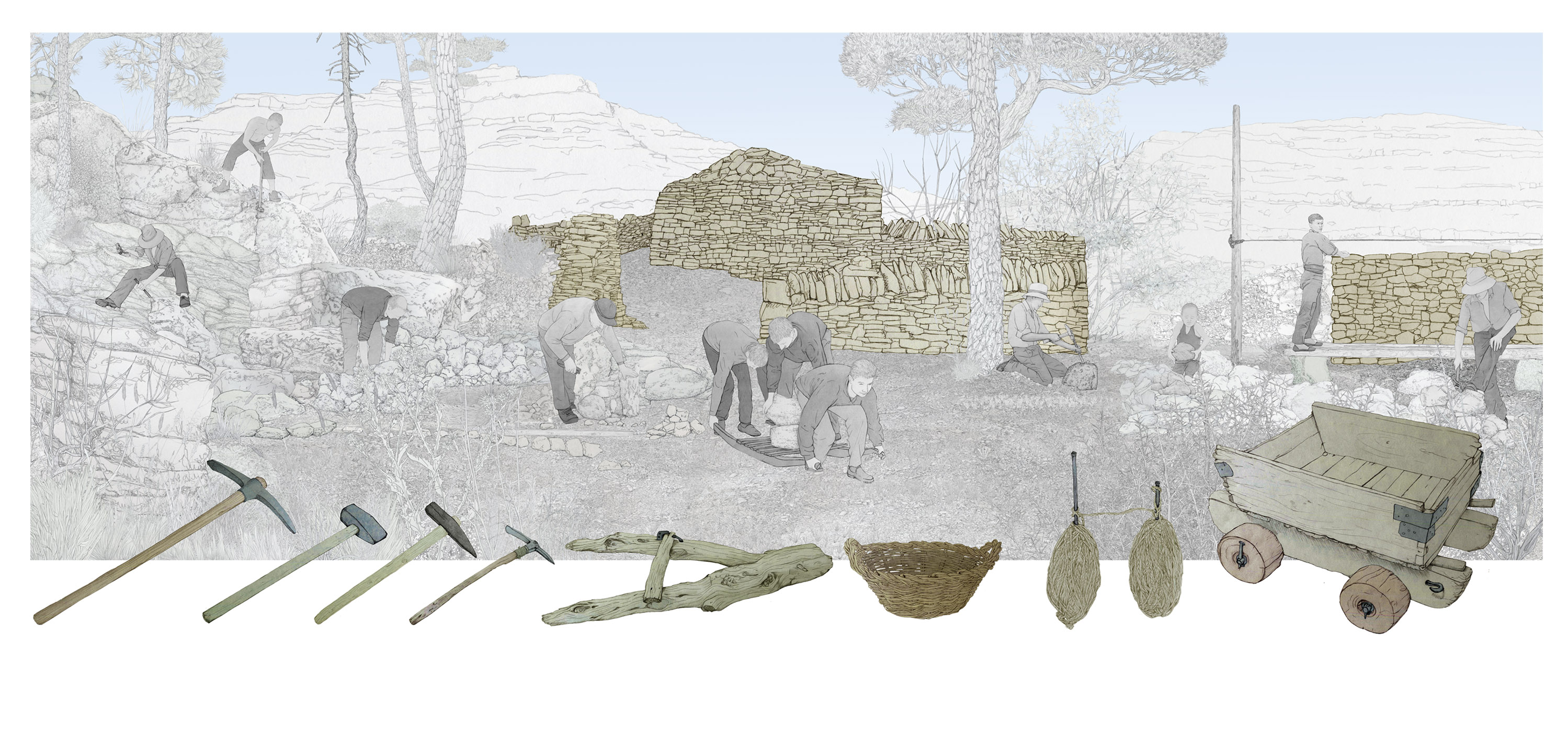
Travaux et outils de construction à pierre sèche dans la province de Lleida, Catalogne, au XIXe siècle. Illustration du Musée valencien d'ethnologie. De gauche à droite : pioche - masse - têtu-pic - petit pic - traîneau - cabas - cordeau - charrette à roues pleines. Au centre, trois hommes soulevant un bard.

## Appareils
En maçonnerie sans mortier, on emploie également le terme « appareil », au sens de  maçonnerie formée de pierres posées (et non jetées) et dont chaque élément est taillé pour occuper une place déterminée.

### Appareil en boutisses
L'expression s'applique à une maçonnerie sèche formée uniquement d'assises de pierres disposées en boutisses, c'est-à-dire avec un de leurs deux bouts en parement et leur queue dans l'épaisseur du mur.

### Appareil en boutisses et panneresses
Il s'agit d'un appareil formé d'assises alternant une boutisse et une panneresse (pierre présentant son plus long côté en parement).

### Appareil d'éléments quadrangulaires
C'est un appareil assisé formé d'éléments dont la face apparente est celle d'un rectangle aux arêtes vives et aux faces latérales en retour d'équerre; les moellons sont posés à rupture de joints (ou recouvrement des joints montants). Les dalles et les plaquettes calcaires se prêtent à ce type d'appareil.

### Appareil d'éléments polygonaux
C'est un appareil non assisé, formé d'éléments dont la face apparente est celle d'un polygone irrégulier aux arêtes vives; les angles saillants d'une pierre viennent s'encastrer dans les angles rentrants formés par les pierres déjà posées. Le calcaire en blocs, le granite en blocs, se prêtent à ce type d'appareil.

### Appareil de pierres en délit et sur la tranche
Il s'agit d'une maçonnerie de pierres posées uniquement en délit et sur la tranche, soit verticalement, soit obliquement, et disposées soit en assises, soit en désordre,. Elle se décline en deux sous-types, l'appareil en épi et l'appareil en désordre.
L'appareil en épi est un appareil assisé formé de pierres posées de chant et sur l'angle de façon que les joints obliques soient, d'une assise sur l'autre, alternativement dans un sens et dans l'autre. Le dessin de deux assises successives évoque la forme d'un épi,.
Dans l'appareil en désordre, les pierres sont empilées obliquement d'un côté ou de l'autre, sans souci de faire des assises, les joints étant plus ou moins croisés verticalement.

Types d'appareil
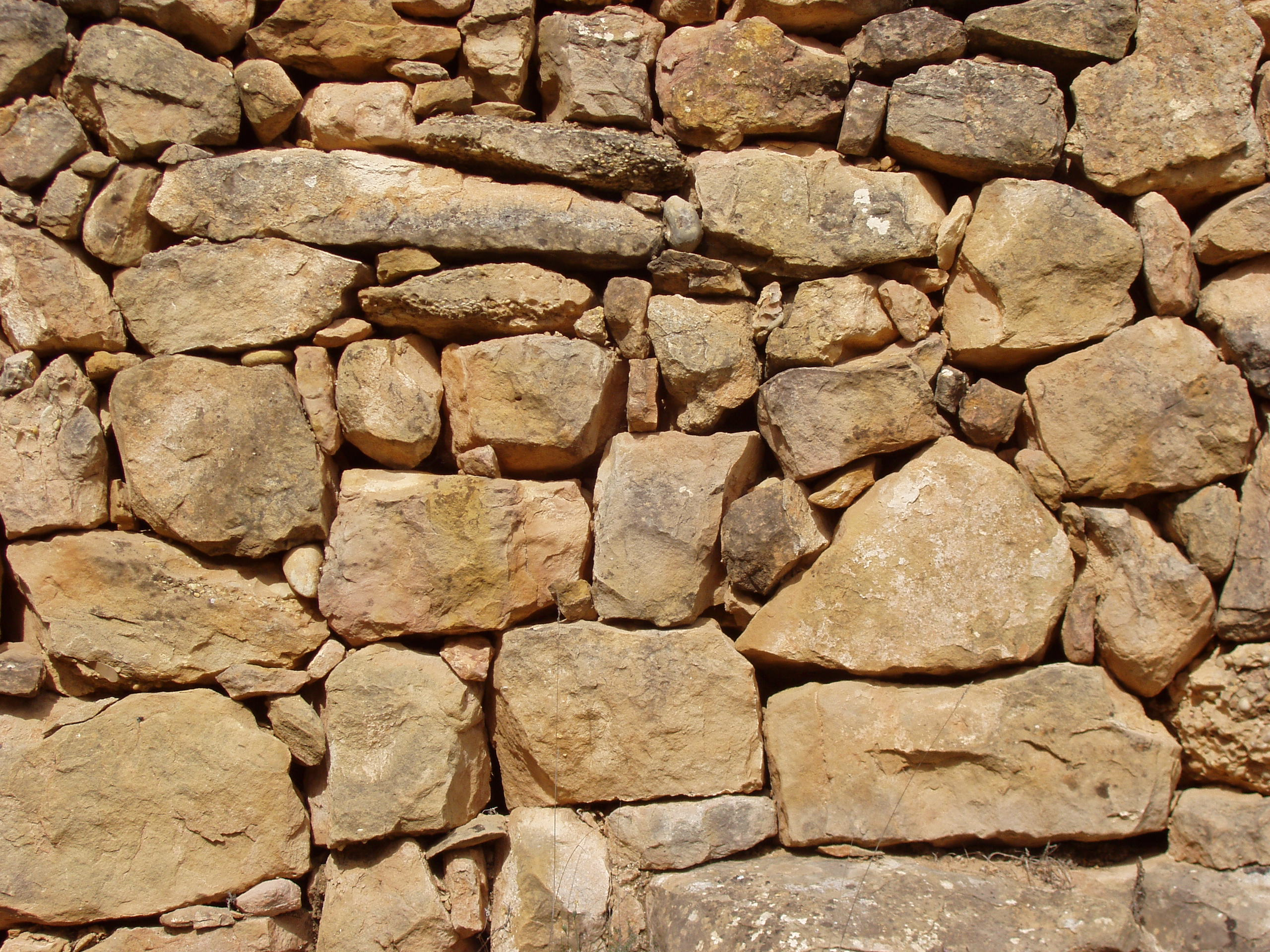
Parement de mur aux pierres soigneusement calées, Les Garrigues, province de Lérida, Catalogne (Espagne).
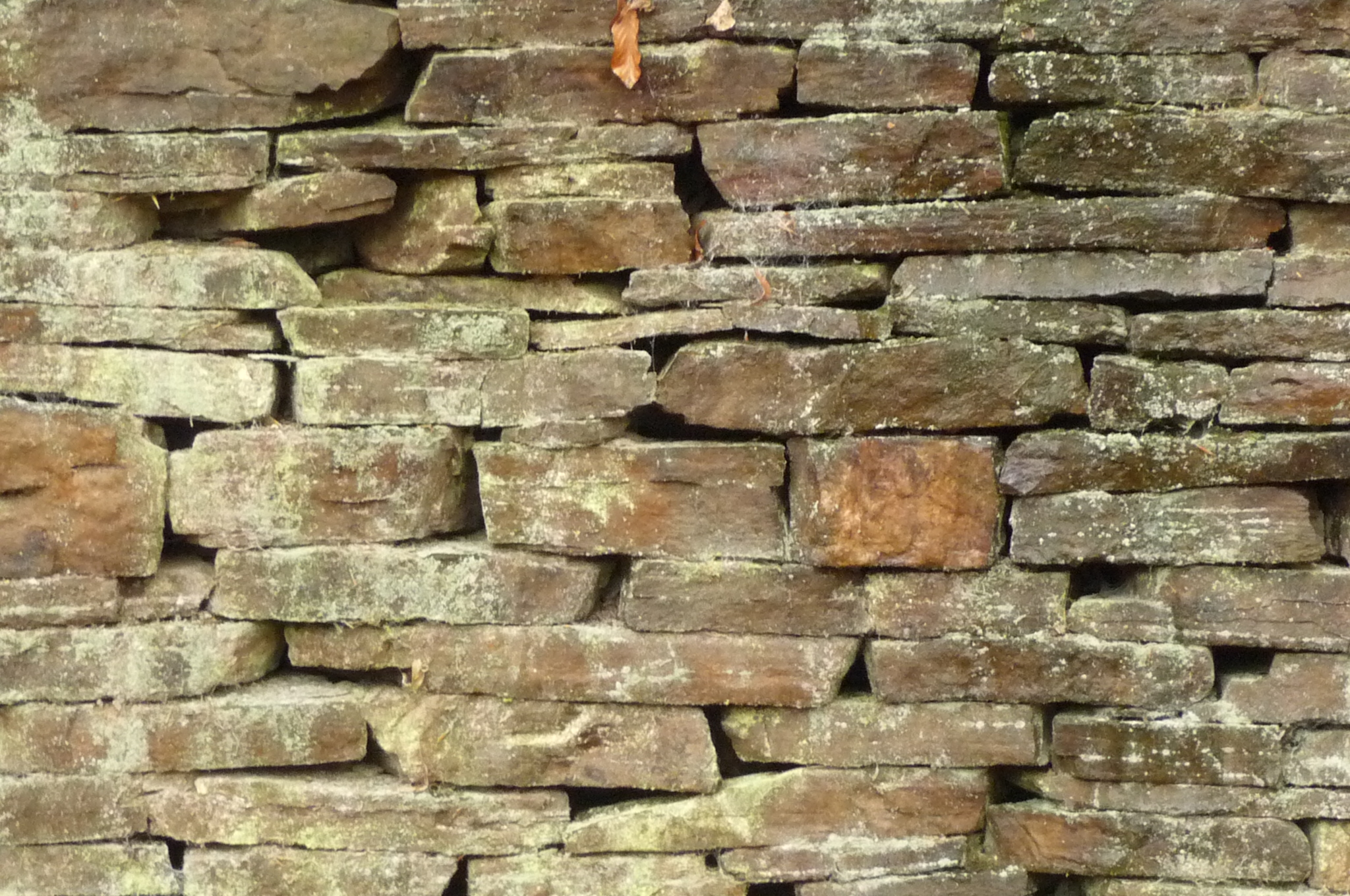
Parement de mur en pierres plates posées dans le sens du lit de carrière et avec croisement des joints (lieu non précisé).
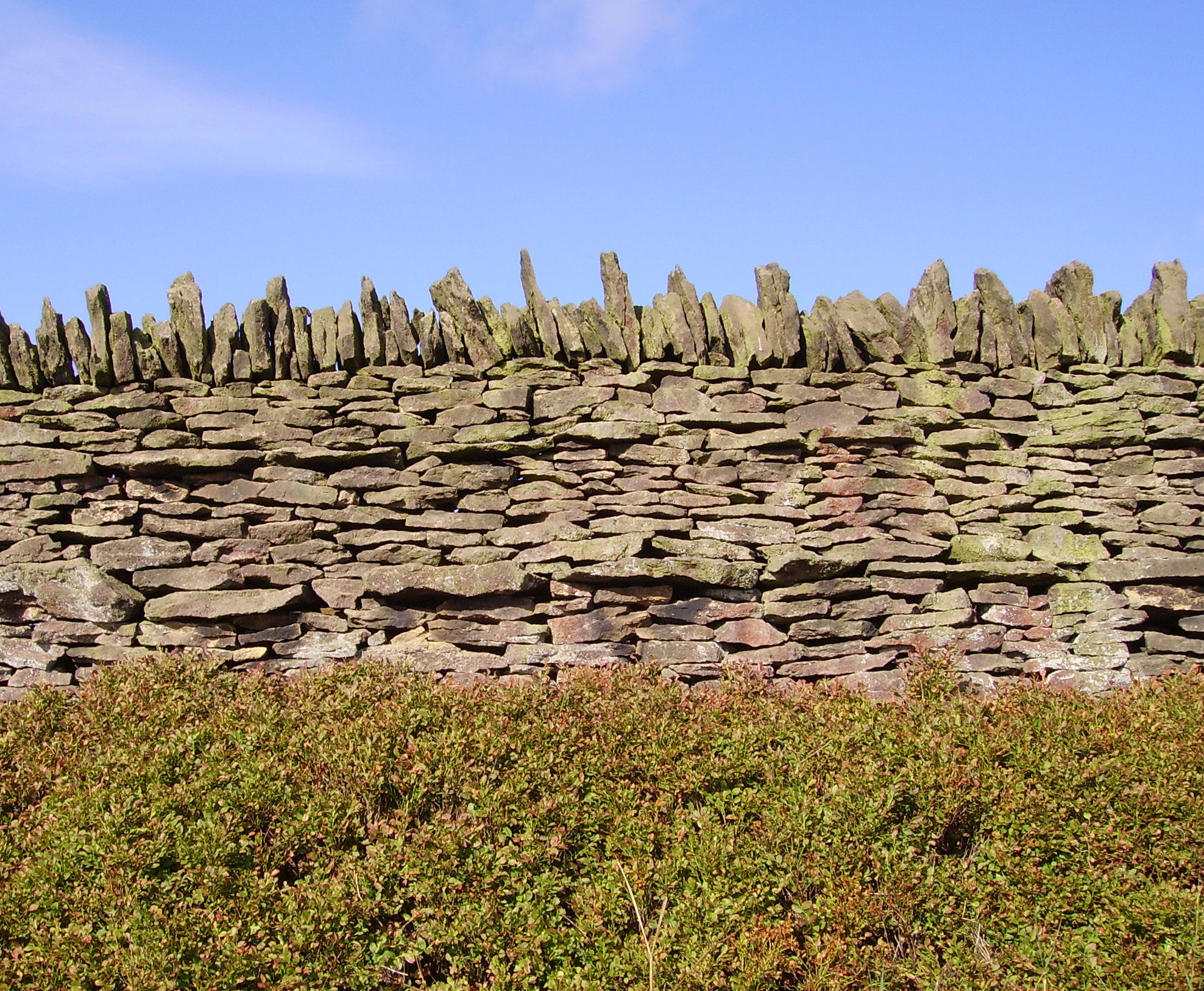
Parement de mur de clôture exhibant deux rangées de boutisses parpaignes saillantes, Yorkshire du Nord (Grande-Bretagne).
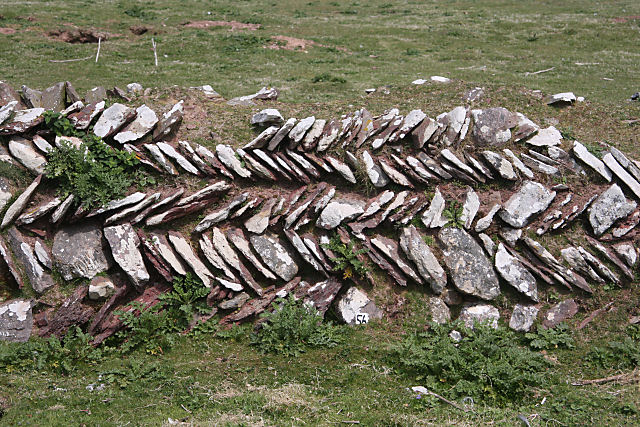
Mur champêtre à l'appareil en épi, près de Mad Bay, Pembrokeshire (Grande-Bretagne).
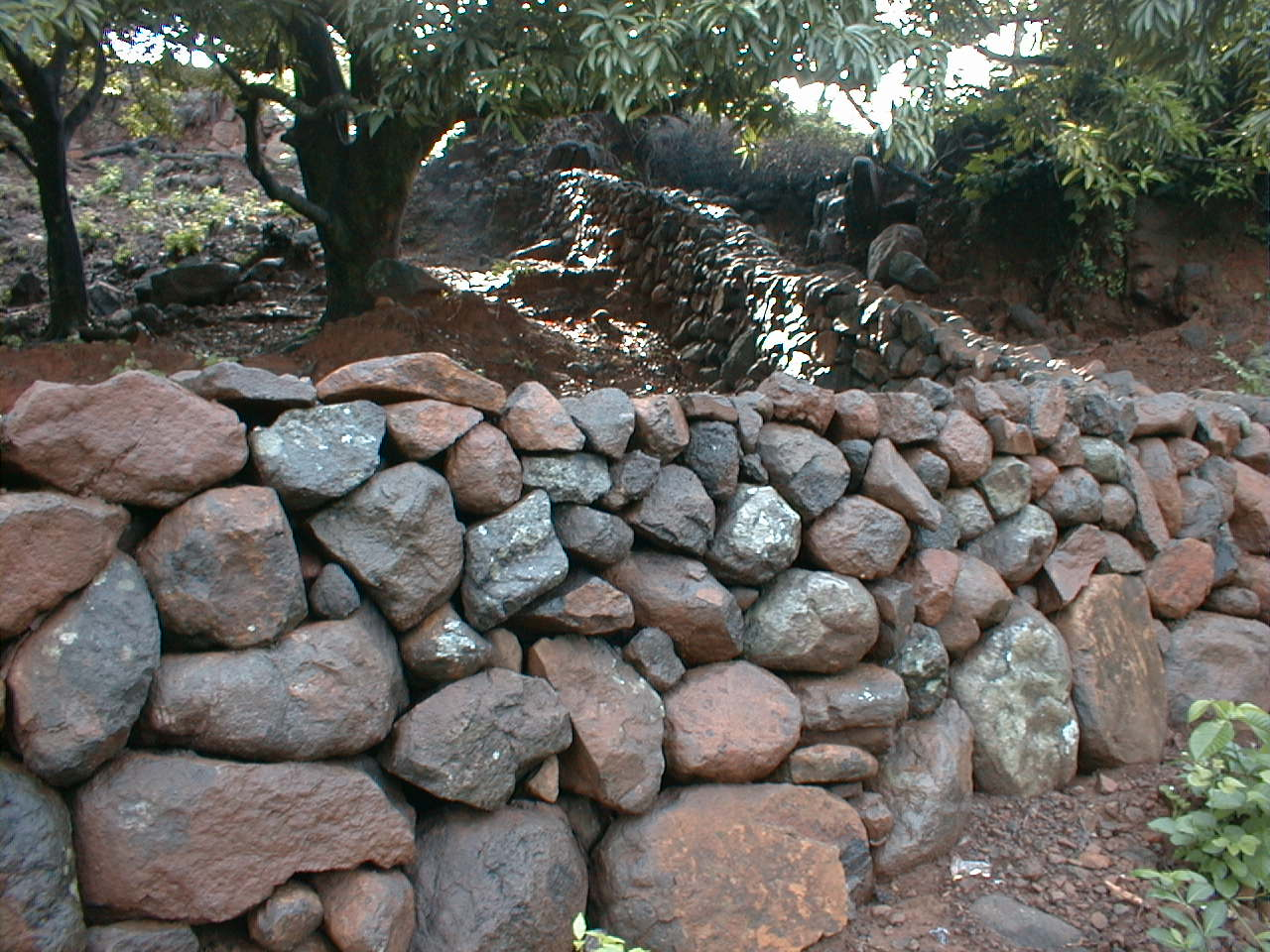
Mur de blocs arrondis empilés, de hauteur décroissante depuis la base ; les deux faces accusent un fruit marqué ; San Ramon, Choluteca (Honduras).
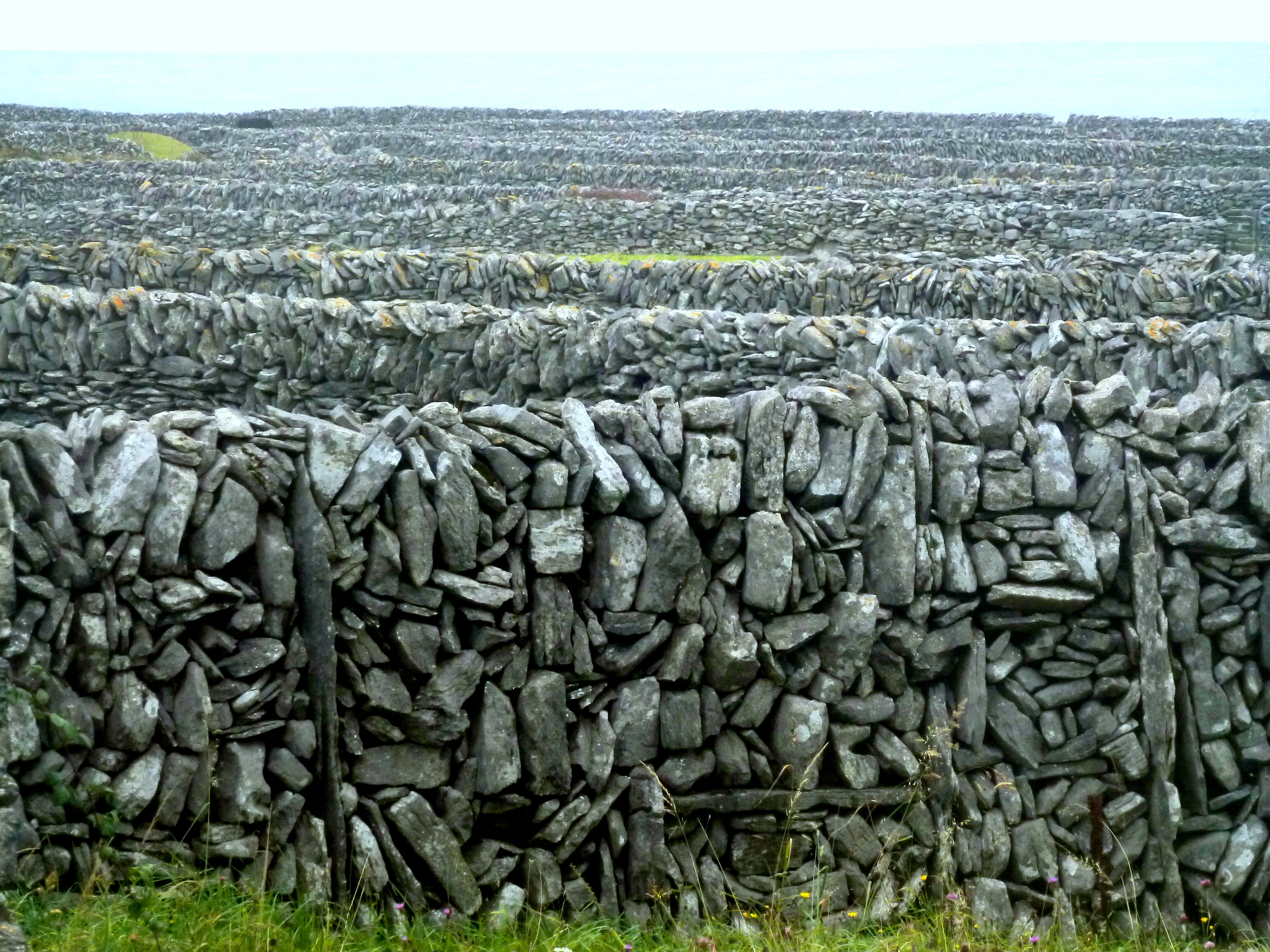
Clôtures champêtres avec nombre de pierres posées en délit, et appareil en désordre, Inis Oírr (Irlande)
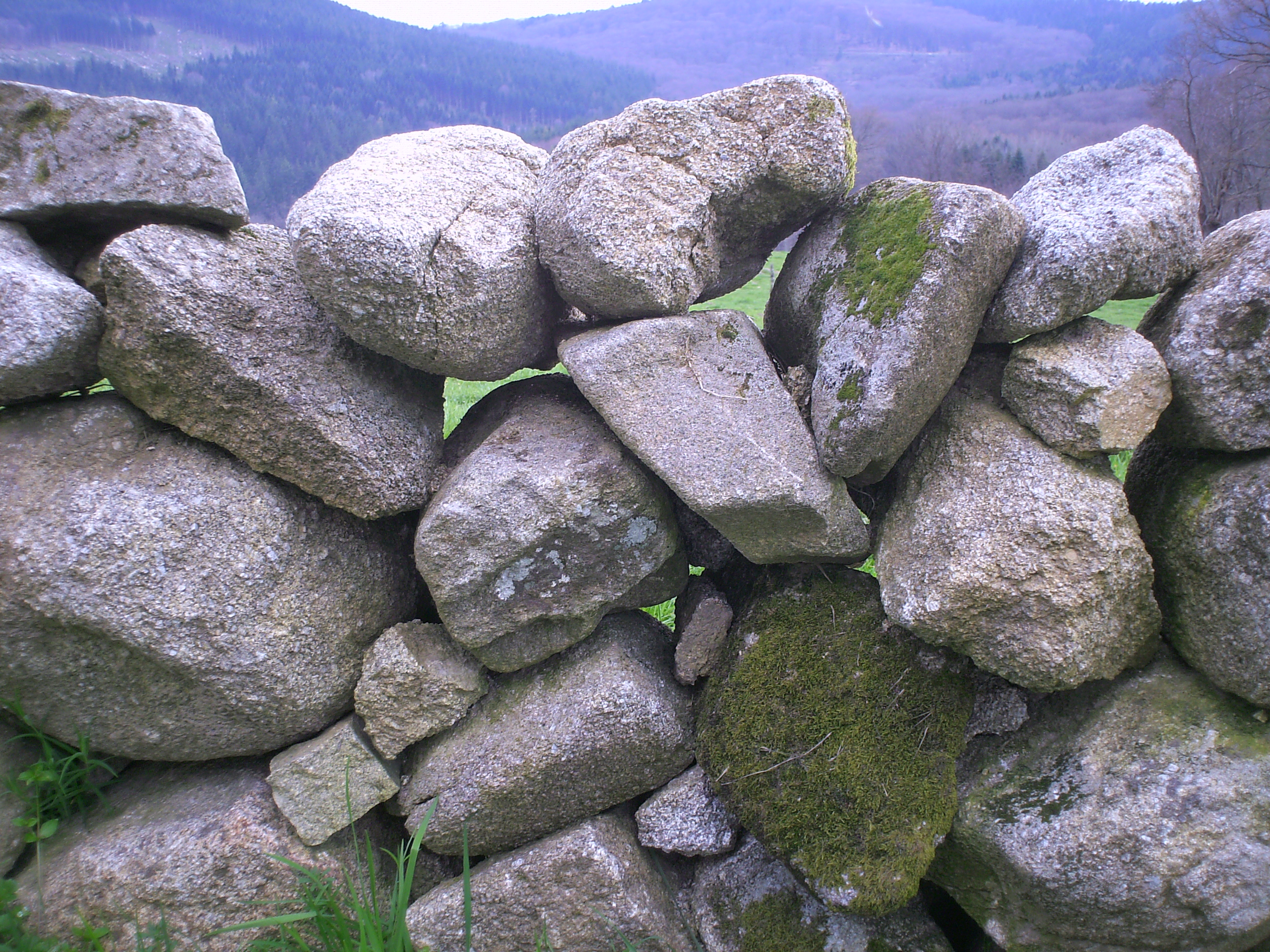
Murette formée par une épaisseur de pierres brutes empilées à sec à Sainte-Feyre (Creuse). Le bétail ne s'en approche pas.
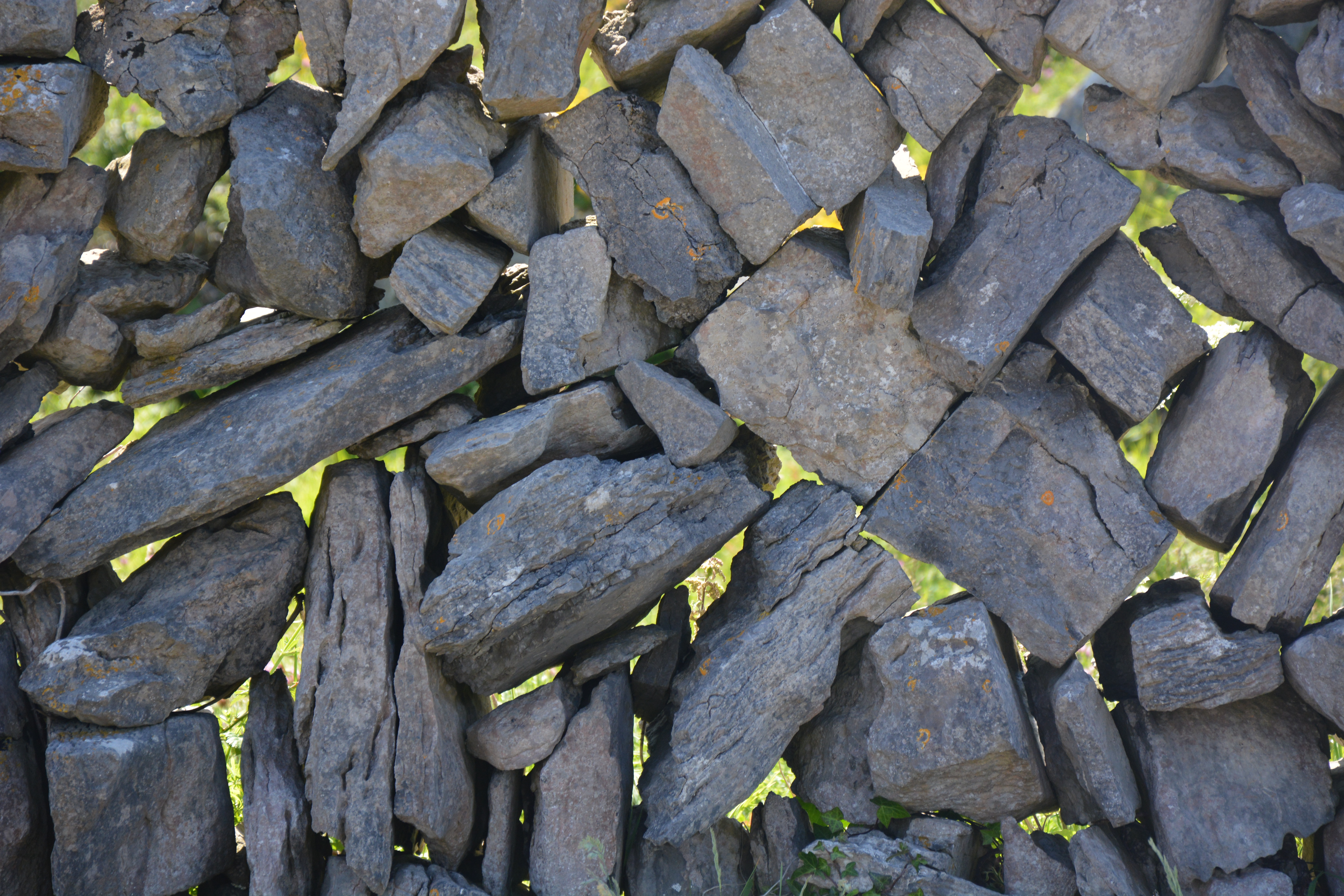
L'appareillage de ces clôtures peut présenter des espaces vides assez importants. Inis Oírr (Irlande)
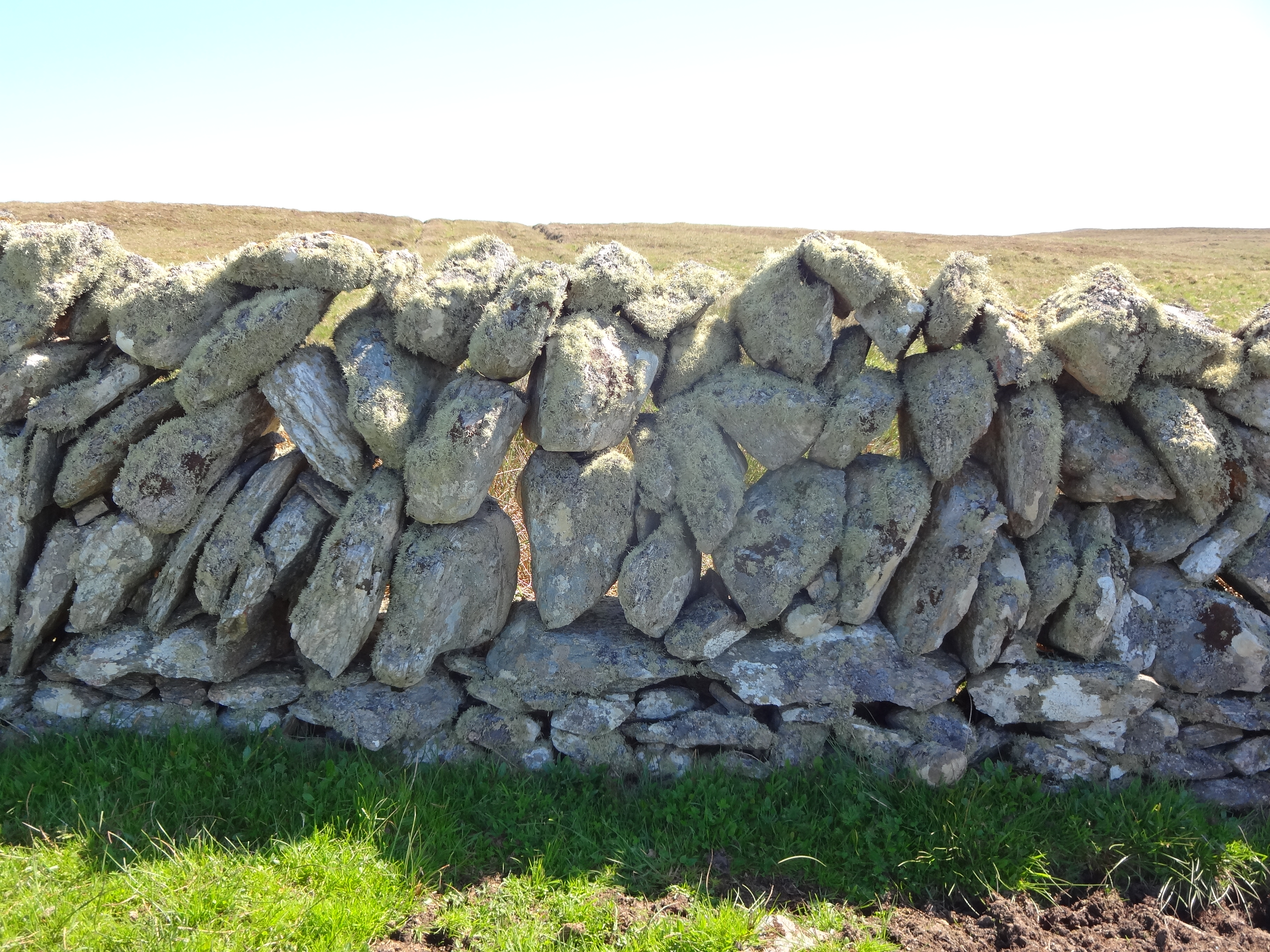
Mur à une seule épaisseur, dit Galloway single dyke, conçu pour éloigner le bétail. Bâti vers 1830 par Arthur Nicolson de Lamb Hoga sur l'île de Fetlar (archipel des Shetlands).

## Règles de l'art
La construction d'un mur en pierres sèches, du fait de l'absence de mortier et, partant, d'adhérence entre les éléments, doit obéir à plusieurs règles dont le respect exige davantage de travail et de soin.
Ces « lois de la pierre sèche », dont l'énoncé se rencontre en 1985 sous la plume de l'ethnologue provençal Pierre Martel, sont :
- l'emploi, comme assise, du socle rocheux lorsqu'il affleure, après l'avoir préalablement dégagé et assaini ;
- la disposition, lorsque le sol est de terre ou de cailloutis, d'assises de gros blocs dans une tranchée de fondation ;
- le ménagement d'un fruit au parement pour contrecarrer les forces de déjètement (dans le cas principalement d'un mur de soutènement, lequel doit résister à une poussée latérale) ;
- l'édification d'assises horizontales réglées autant que le matériau le permet (puisque la charge transmise, correspondant au poids propre de la maçonnerie, est verticale) ;
- la pose des pierres litées ou stratifiées dans le sens du lit de carrière ou des joints de stratification et jamais en délit ou en sens contraire, pour éviter qu'elles ne se fissurent sous le poids de la maçonnerie supérieure ;
- un ajustage serré des pierres de façon à avoir des joints réduits au minimum ;
- le remplissage des interstices entre les pierres par des éclats de calage de façon que celles-ci ne bougent dans aucune direction (ni verticalement, ni latéralement, ni d'avant en arrière ou d'arrière en avant) ;
- l'utilisation de pierraille et non pas de terre comme remplissage à l'arrière d'un mur de soutènement de façon à favoriser le passage de l'eau (c'est le principe même du mur de soutènement en pierre sèche : il laisse passer l'eau des terres qui sont en amont) ;
- l'abstention de tout calage de parement, c'est-à-dire de cales enfoncées dans les interstices des parements une fois ceux-ci montés, cales qui finiraient par se déchausser et s'éjecter ;
- l'imbrication verticale des pierres de façon à obtenir des joints croisés (ou décalés ou encore découpés) ;

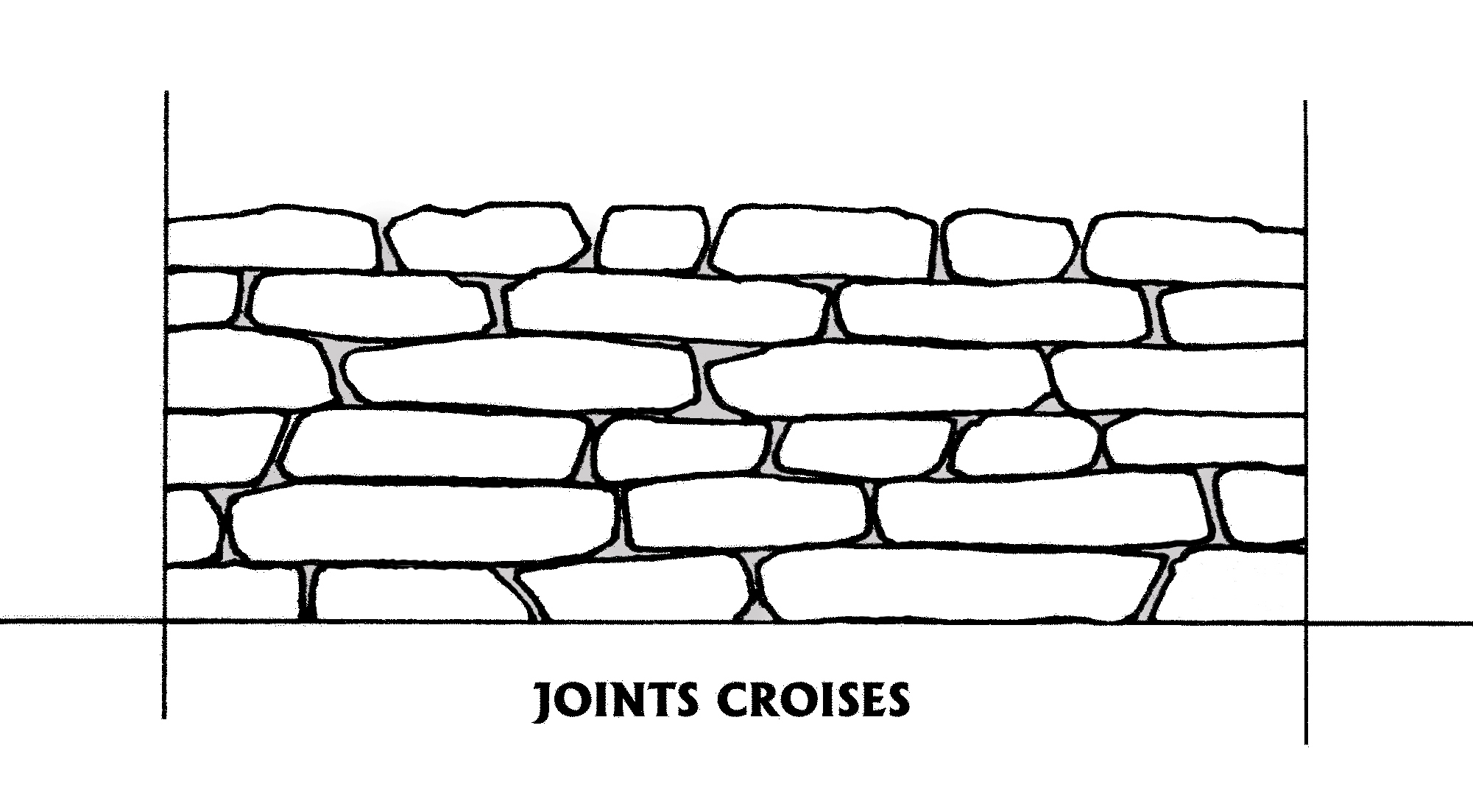
Maçonnerie aux joints croisés.
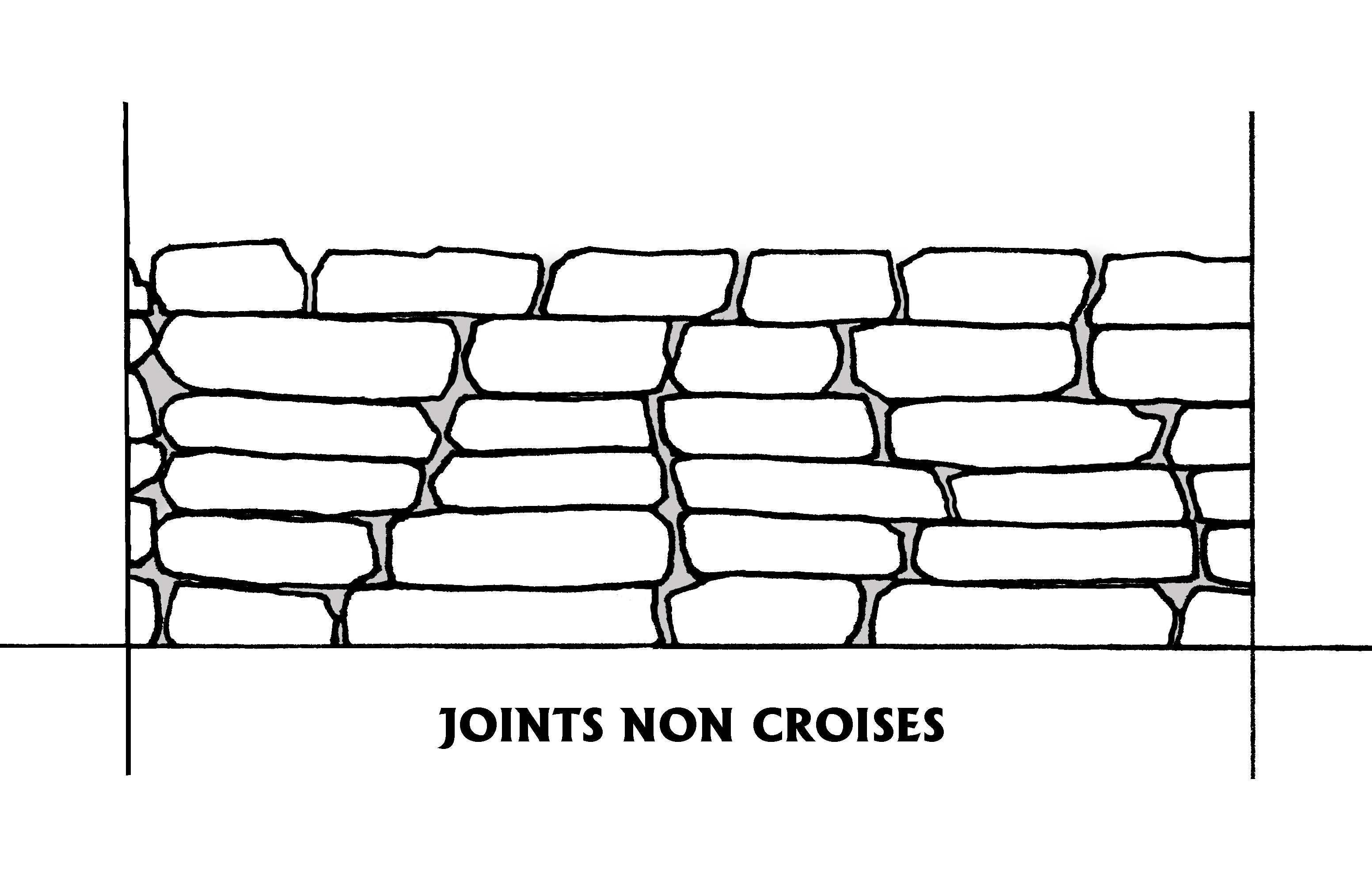
Maçonnerie aux joints non croisés (dite en « piles d'assiettes »).

- la pose des pierres en boutisses, c'est-à-dire avec leur plus petit côté en parement et leur plus grand dans le sens de l'épaisseur ;
- la pose de boutisses parpaignes (traversant toute l'épaisseur) à intervalles réguliers, pour solidariser les parements opposés ;
- le pendage intérieur ou extérieur des pierres selon que l'on veuille une meilleure résistance aux poussées latérales (pour les murs de soutènement) ou une meilleure imperméabilité du parement (pour les murs de soutènement également) ;
- la pose de blocs plus lourds et plus allongés dans les deux dernières assises de façon à renforcer le liaisonnement (ce rôle peut être tenu également par une faîtée de grandes dalles posées à plat ou transversalement sur la tranche).

## Savoir-faire
Une maçonnerie en pierres sèches est comme un jeu de patience en volume, un puzzle dans l'espace. Elle requiert un choix et un positionnement judicieux du matériau, un ajustage minutieux et un emboîtement précis des éléments. Le maçon à pierre sèche, amateur ou spécialiste, doit avoir un bon coup d'œil pour trouver une place à chaque pierre et une pierre pour chaque place.
En règle générale, le matériau employé dans les murs extérieurs est laissé à l'état brut, naturel (matériau d'épierrement). Il peut être toutefois sommairement rectifié ou ébauché à coups de marteau. La pierre sèche ne fait l'objet d'une préparation plus soignée — équarrissage de moellons — que pour les murs d'habitations.

## Durée de vie
Selon une croyance très répandue, une maçonnerie en pierres sèches serait solide, résistante, et pourrait, de ce fait, traverser les siècles. En réalité, l'absence de mortier à liant nuit à sa cohésion et à sa solidité. Même bien faite, une maçonnerie de pierre sèche n'est pas une maçonnerie au mortier et pour traverser les siècles, il lui aurait fallu être ensevelie et de ce fait protégée.
L'observation sur le terrain ces dernières décennies a montré que les constructions rurales en pierre sèche sont fragiles (utilisation de pierres gélives, absence de mortier, constructeur non professionnel). Elles évoluent vers la ruine lorsqu'elles sont abandonnées et ne sont plus entretenues.

## Ancienneté et pertinence de la maçonnerie à sec
La pierre sèche a donné suffisamment de garanties dans des ouvrages de génie, talus de chemin de fer, murs de soutènement de voies en montagne, murs de soutènement de terrasses, et dans les ouvrages fortement sollicités par les eaux que sont les perrés et les petits barrages. Le XIXe siècle industriel lui préféra la maçonnerie à la chaux hydraulique qui a sur la pierre sèche l'avantage d'une grande cohésion. Les perrés en pierre sèche ont, dit-on alors, tendance à très vite se dégrader lorsque la base est sapée par les eaux, et dans les barrages, la moindre brèche occasionnée à la maçonnerie, le courant d'eau violent qui s'y propage, emporte le reste de l'ouvrage avant que la retenue d'eau ne soit épuisée. Toutefois, la pierre sèche dans ce type d'ouvrage reste pertinente dans beaucoup de pays, dans la mesure où les pierres sont disponibles en abondance et à proximité.

## Métier de «murailler»
L'arrêté du 24 décembre 2015 désigne le métier de « murailler » comme spécialité de maçon du patrimoine dans la liste des métiers d'art relative à la qualification artisanale et au répertoire des métiers (cf. Journal officiel, no 0026, 31 janvier 2016, texte no 48). Cette liste est établie conjointement par le ministre de l'Économie, de l'Industrie et du Numérique, la ministre de la Culture et de la Communication et la secrétaire d'État chargée du commerce, de l'artisanat, de la consommation et de l'économie sociale et solidaire.

## Inscription au Patrimoine culturel immatériel
L'art de la pierre sèche est inscrit à l'inventaire du patrimoine culturel immatériel français, par le ministère de la Culture, depuis 2010, ainsi que sur la liste des traditions vivantes de Suisse depuis 2011.
Depuis le 28 novembre 2018, il est inscrit également sur la liste représentative du patrimoine culturel immatériel de l'humanité de l'UNESCO à l'instigation du Comité intergouvernemental de sauvegarde du patrimoine culturel immatériel réuni à Port-Louis, république de Maurice. Cette candidature transnationale, portée par Chypre, est le fruit d'un travail conjoint avec la Croatie, la France, la Grèce, l'Italie, la Slovénie, l'Espagne et la Suisse. L'inscription est étendue à 5 nouveaux pays en 2024.

### Manuels, guides
- Christian Lassure (dir.), Construire et restaurer à pierre sèche, L'Architecture vernaculaire, Paris, CERAV, tome XX (1996), 129 p.
- Richard Tufnell, Frank Rumpe, Alain Ducommun et Marianne Hassenstein, Murs de pierres sèches, manuel pour la construction et la réfection, Fondation Actions en faveur de l'Environnement (AFE) (Suisse), 1996.
- Christian Lassure, « Construire une cabane en pierre sèche : mode d'emploi », Études et recherches d'architecture vernaculaire, Paris, CERAV, no 20, 2000, 30 p.
- Christian Lassure, « Construire ou remonter un mur en pierre sèche : mode d'emploi », Études et recherches d'architecture vernaculaire, Paris, CERAV, nos 25-26, 2005-2006, 34 p.
- J.-P. Rouanet, Gilles Fichou, Construire en pierres sèches, Saint-Pons-de-Thomières, Parc naturel régional du haut Languedoc, 2006.
- Louis Cagin et Laetitia Nicolas, Construire en pierre sèche, Paris, Éditions Eyrolles, 2008.
- Collectifs de muraillers professionnels, de chercheurs et autres, Guide de bonnes pratiques de construction de murs de soutènements en pierre sèche, Règles de l'art avec abaques de calculs de dimensionnement, 2008.
- Christian Lassure, La Pierre sèche, mode d'emploi, Paris, Éditions Eyrolles, 2008.

### Divers
- Danièle Larcena, Pierre Coste, Claire Cornu et René Sette, Pierre sèche, Bec en l'Air Éditions, 2008, 168 p.  (ISBN 978-2916073293).
- Anne-Dominique Zufferey-Périsset (dir.), Murs de pierres, murs de vignes, Musée valaisan de la vigne et du vin, 2012, 264 p.  (ISBN 9782884742665).
- Convention européenne du paysage du Conseil de l'Europe, La pierre sèche dans le paysage, ancestrale et innovante pour des territoires durables, 7 mai 2019 version française
- Savoir & faire. La pierre (Hugues Jacquet dir.), Actes Sud / Fondation d'entreprise Hermès, coll. Beaux livres, 2024, 464 p., en part. p. 89-97 (La construction à pierres sèches en France des temps modernes à l'époque contemporaine)  (ISBN 978-2-330-19442-0).